# Aurich

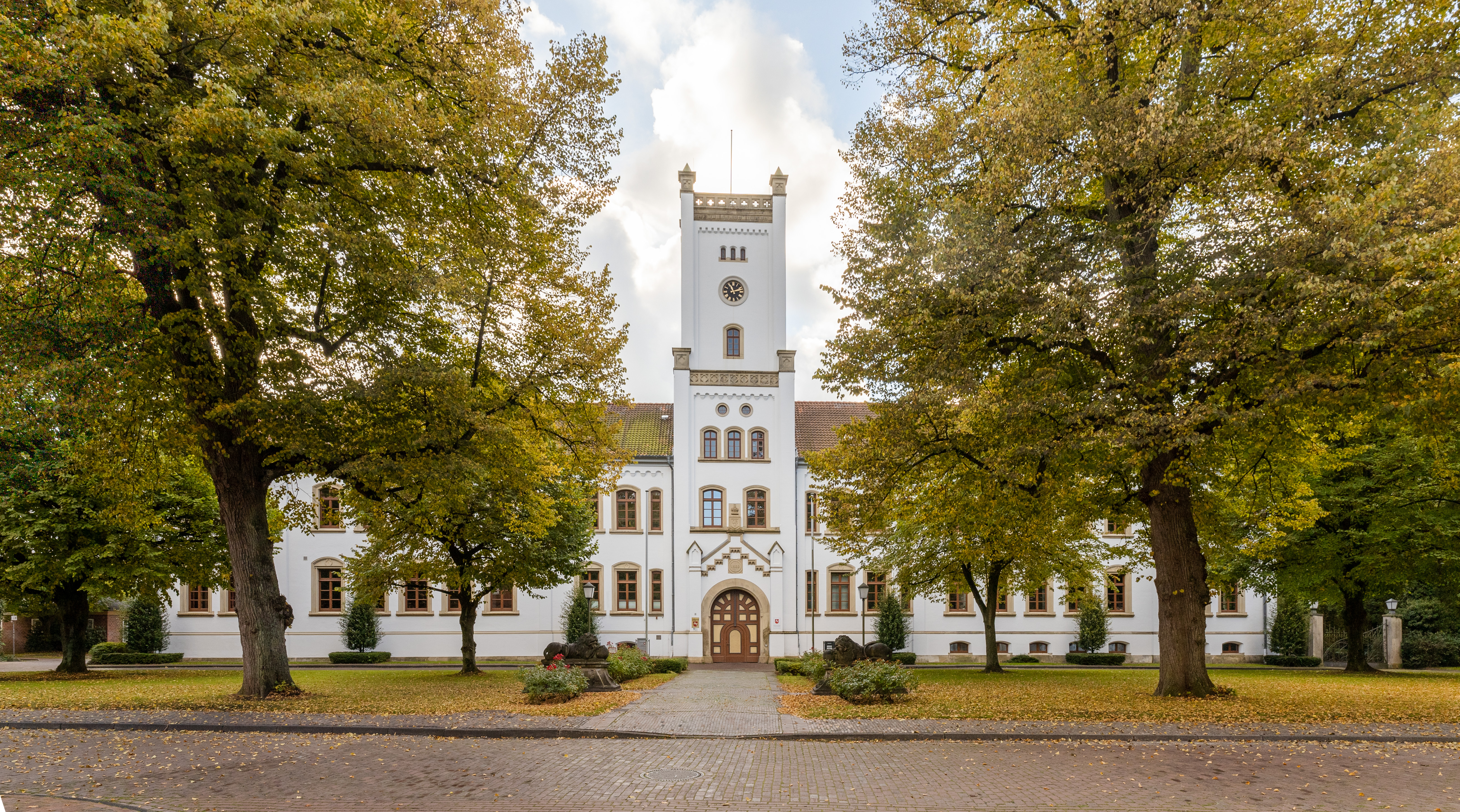
Auricher Schloss

Aurich (ostfriesisches Platt: Auerk; saterfriesisch: Aurk) ist die Kreisstadt des Landkreises Aurich in Ostfriesland im Nordwesten Niedersachsens. Aurich ist die zweitgrößte Stadt Ostfrieslands – sowohl nach Einwohnern (hinter Emden) als auch nach der Fläche (hinter Wittmund). Mit 42.612 Einwohnern ist Aurich eine selbständige Gemeinde sowie eine Mittelstadt und wird in der Raumordnung des Landes Niedersachsen als Mittelzentrum geführt.
Aurich war im Laufe der Jahrhunderte nacheinander die Residenz der ostfriesischen Fürsten, der Sitz der preußischen, hannoverschen und wiederum preußischen Verwaltungen Ostfrieslands. Auch nach dem Zweiten Weltkrieg war die Stadt der Sitz des gleichnamigen Regierungsbezirks bis zu dessen Verschmelzung mit dem Verwaltungsbezirk Oldenburg und dem Regierungsbezirk Osnabrück zum Regierungsbezirk Weser-Ems (1978) mit Sitz in Oldenburg (Oldb), der 2004 aufgelöst wurde.
Aurich ist bis zum heutigen Tage Sitz zahlreicher Behörden, darunter auch Bundes- und Landesbehörden. Außerdem hat die Ostfriesische Landschaft, das Kulturparlament Ostfrieslands, in der Stadt ihren Sitz.
Nach dem Zweiten Weltkrieg hat sich in Aurich nach und nach eine Industrialisierung vollzogen und damit ein Wandel weg von einer reinen Beamtenstadt. In den 1990er Jahren wurde dies besonders durch den Aufstieg des Windenergieanlagenherstellers Enercon deutlich, der mittlerweile mit mehr als 2800 Beschäftigten der größte private Arbeitgeber der Stadt ist und in Aurich seinen Sitz hat.
Seit 2004 ist Aurich berechtigt, zweisprachige Ortsschilder in Hochdeutsch und Plattdeutsch aufzustellen.

## Geografie

### Geografische Lage
| Nutzung                                              | Fläche in ha |
| ---------------------------------------------------- | ------------ |
| Wohnbaufläche                                        | 1438         |
| Industrie- und Gewerbefläche                         | 408          |
| Sport-, Freizeit- und Erholungsfläche                | 222          |
| Verkehr                                              | 1091         |
| Landwirtschaftsfläche                                | 12455        |
| Wald                                                 | 2000         |
| Heide                                                | 6            |
| Moor                                                 | 353          |
| Unland, vegetationslose Fläche                       | 108          |
| Gewässer                                             | 493          |
| nachr. Siedlungs- u.Verkehrsfläche (o.Berg-/Tagebau) | 3769         |
| Gesamtfläche                                         | 19729        |

Aurich liegt inmitten der Ostfriesischen Halbinsel und hat eine Fläche von 197,29 Quadratkilometern bei einer Nord-Süd-Ausdehnung von 16 Kilometern und einer Ost-West-Ausdehnung von 19 Kilometern.
Das Einzugsgebiet Aurichs reicht weit über die Stadt hinaus. Sowohl die Auricher Behörden als auch die Unternehmen beschäftigen nicht nur Arbeitnehmer aus der Stadt und den direkten Umlandgemeinden, sondern auch von weiter her. Als Einkaufsstandort strahlt Aurich zudem – besonders durch seine zentrale Lage innerhalb Ostfrieslands bedingt – weit über die Stadt und ihre unmittelbaren Nachbargemeinden hinaus.
Aurich wird in der Raumordnung des Landes Niedersachsen als Mittelzentrum geführt. Eine Aufstufung zu einem Mittelzentrum mit oberzentralen Teilfunktionen, wie sie 2007 die Nachbarstadt Emden erfuhr, wurde von der Ratsmehrheit und dem Bürgermeister gefordert, aber vom Land abschlägig beschieden. Auch lehnte das Land den Vorschlag ab, dass Aurich, Leer und Emden ein gemeinsames Mittelzentrum mit oberzentralen Teilfunktionen bilden.

### Geologie
Das mittlere Ostfriesland war einst stärker von Mooren bedeckt, als es aktuelle Landkarten erahnen lassen. Zwischen den Niedermooren am Rand der Geest und den vor allem auf den Scheitellagen des Ostfriesischen Geestrückens befindlichen Hochmooren wurden sandige Geestdurchragungen der Grundmoräne für Siedlungsgründungen genutzt. Auf einer solchen, etwa drei bis neun Meter über dem Meeresspiegel, liegt die Auricher Kernstadt.
Geest und Moor prägen weite Teile des Stadtgebiets, das zu fast drei Vierteln landwirtschaftlich genutzt wird. Aurich verfügt zudem über eine – im innerostfriesischen Vergleich – überdurchschnittlich große Waldfläche. Gut ein Zehntel der Stadtfläche ist bewaldet, was Aurich nach der Samtgemeinde Hage und der Nachbargemeinde Friedeburg zur ostfriesischen Kommune mit dem dritthöchsten Waldanteil an der Gesamtfläche macht. Neben Forsten machen Wallhecken einen Gutteil des Baumbestandes der Stadt Aurich aus. Sie prägen die Landschaft in den auf der Geest liegenden Außenbereichen des Stadtgebiets.

### Nachbargemeinden
Umliegende Gemeinden (im Uhrzeigersinn, beginnend im Westen) sind Südbrookmerland und Großheide (beide Landkreis Aurich), Eversmeer, Westerholt, Neuschoo und Blomberg (alle Samtgemeinde Holtriem im Landkreis Wittmund), Dunum (Samtgemeinde Esens im Landkreis Wittmund), die Kreisstadt Wittmund selbst sowie Friedeburg (Landkreis Wittmund) und schließlich noch Wiesmoor, Großefehn und Ihlow (wiederum alle im Landkreis Aurich). Aurich ist damit die Kommune mit den meisten Nachbargemeinden in Ostfriesland. Dies gilt auch dann, wenn die Mitgliedsgemeinden der genannten Samtgemeinden nicht einzeln gezählt werden.

### Stadtgliederung

Ortsteile der Stadt Aurich

Durch die Gemeindegebietsreform 1972 sind viele ehemals selbstständige Gemeinden in die Stadt Aurich eingegliedert worden. Aus den dadurch entstandenen 21 Ortsteilen wurden 11 Ortschaften gebildet, in denen die örtlichen Belange durch Ortsräte vertreten werden.
Die Bevölkerungsdichte in der Stadt Aurich ist – eine Auswirkung der Kommunalreform – äußerst ungleich verteilt. Im Stadtkern, der bis 1972 die Stadt Aurich darstellte, ist eine Bevölkerungsdichte vorzufinden, die großstädtisches Niveau hat: mehr als 2.000 Einwohner pro Quadratkilometer. Am anderen Ende der Skala erreicht der von Wald, Moor und landwirtschaftlich genutzten Flächen geprägte Stadtteil Brockzetel mit rund 20 Einwohnern pro Quadratkilometer nicht einmal ein Elftel des deutschen Durchschnitts.
| Ortsteile der Stadt Aurich                | Ortsteile der Stadt Aurich                | Ortsteile der Stadt Aurich | Ortsteile der Stadt Aurich | Ortsteile der Stadt Aurich | Ortsteile der Stadt Aurich |
| Ortschaft                                 | Ortsteil                                  | Fläche in km²              | Einwohner 31.12.2019       | Einw./ km²                 | Karte                      |
| ----------------------------------------- | ----------------------------------------- | -------------------------- | -------------------------- | -------------------------- | -------------------------- |
| Kernstadt Aurich (ehemalige Stadt Aurich) | Kernstadt Aurich (ehemalige Stadt Aurich) | 5,83                       | 12.399                     | 2.124                      |                            |
| Brockzetel und Wiesens                    | Brockzetel                                | 19,25                      | 353                        | 19                         |                            |
| Brockzetel und Wiesens                    | Wiesens                                   | 16,73                      | 1.420                      | 86                         |                            |
| Egels und Wallinghausen                   | Egels                                     | 4,43                       | 1.788                      | 416                        |                            |
| Egels und Wallinghausen                   | Wallinghausen                             | 5,81                       | 3.560                      | 579                        |                            |
| Extum, Haxtum, Kirchdorf und Rahe         | Extum                                     | 4,17                       | 2.151                      | 427                        |                            |
| Extum, Haxtum, Kirchdorf und Rahe         | Haxtum                                    | 2,20                       | 1.764                      | 806                        |                            |
| Extum, Haxtum, Kirchdorf und Rahe         | Kirchdorf                                 | 4,77                       | 1.444                      | 280                        |                            |
| Extum, Haxtum, Kirchdorf und Rahe         | Rahe                                      | 4,38                       | 523                        | 121                        |                            |
| Dietrichsfeld, Pfalzdorf und Plaggenburg  | Dietrichsfeld                             | 11,31                      | 789                        | 70                         |                            |
| Dietrichsfeld, Pfalzdorf und Plaggenburg  | Pfalzdorf                                 | 6,11                       | 234                        | 37                         |                            |
| Dietrichsfeld, Pfalzdorf und Plaggenburg  | Plaggenburg                               | 13,47                      | 1.434                      | 105                        |                            |
| Georgsfeld und Tannenhausen               | Georgsfeld                                | 6,56                       | 563                        | 86                         |                            |
| Georgsfeld und Tannenhausen               | Tannenhausen                              | 16,92                      | 1.929                      | 114                        |                            |
| Langefeld, Middels und Spekendorf         | Langefeld                                 | 4,79                       | 416                        | 87                         |                            |
| Langefeld, Middels und Spekendorf         | Middels                                   | 23,01                      | 1.222                      | 51                         |                            |
| Langefeld, Middels und Spekendorf         | Spekendorf                                | 13,37                      | 434                        | 31                         |                            |
| Popens                                    | Popens                                    | 1,88                       | 1.994                      | 1.031                      |                            |
| Schirum                                   | Schirum                                   | 13,19                      | 1.411                      | 106                        |                            |
| Sandhorst                                 | Sandhorst                                 | 10,77                      | 4.458                      | 395                        |                            |
| Walle                                     | Walle                                     | 8,26                       | 2.660                      | 317                        |                            |

### Klima
Aurich liegt in der gemäßigten Klimazone. Das Stadtgebiet steht hauptsächlich im direkten Einfluss der Nordsee. Im Sommer sind die Tagestemperaturen tiefer, im Winter häufig höher als im weiteren Inland. Das Klima ist insgesamt von der mitteleuropäischen Westwindzone geprägt. Klimatisch besondere Verhältnisse herrschen hingegen in den Hochmoor-Gebieten, die sich vor allem im Osten und Südosten des Stadtgebietes befinden. Wegen der Untergrundverhältnisse in einem Regenmoor sind die Temperaturunterschiede zwischen Tag und Nacht extrem. Im Sommer kann es tagsüber zu sehr hohen Temperaturen am Boden kommen, so dass Moorbrände entstehen können. Zudem sind Moorgegenden sehr viel nebelintensiver als die Umgebung.
Nach der Klimaklassifikation von Köppen befindet sich Aurich in der Einteilung Cfb.
- Klimazone C: Warm-Gemäßigtes Klima
- Klimatyp Cf: Feucht-Gemäßigtes Klima
- Klimauntertyp b: warme Sommer

Das durchschnittliche Jahrestemperaturmittel liegt bei 8,4 °C. Der wärmste Monat ist der Juli mit einem Monatstemperaturmittel von 16 °C. Der kälteste Monat ist der Januar mit 1,0 °C im Durchschnitt.
Die Niederschlagsmenge innerhalb eines Jahres liegt in Aurich bei knapp 830 mm. Der regenreichste Monat ist der November mit 84,4 mm, der regenärmste Monat ist der Februar mit 43,1 mm.
Im Jahr scheint in Aurich die Sonne insgesamt gut 1.455 Stunden, was einem Mittelwert von gut 121 Stunden pro Monat ergibt. Die größte Chance auf Sonne besteht im Mai. In diesem Monat sind es 205 Stunden Sonnenschein. Das Gegenteil im Dezember: Dann scheint die Sonne lediglich 29 Stunden lang.
Die angegebenen Werte beziehen sich auf das langjährige Mittel der Jahre 1961 bis 1990.
|                        | Jan  | Feb  | Mär  | Apr  | Mai  | Jun  | Jul  | Aug  | Sep  | Okt  | Nov  | Dez  |   |       |
| Mittl. Temperatur (°C) | 1,0  | 1,3  | 3,7  | 6,9  | 11,5 | 14,6 | 16,0 | 15,9 | 13,2 | 9,6  | 5,2  | 2,2  | ⌀ | 8,5   |
|                        |      |      |      |      |      |      |      |      |      |      |      |      |   |       |
| Niederschlag (mm)      | 66,6 | 43,1 | 57,9 | 48,2 | 57,8 | 83,8 | 82,1 | 78,6 | 76,6 | 76,2 | 84,4 | 74,3 | Σ | 829,6 |
|                        |      |      |      |      |      |      |      |      |      |      |      |      |   |       |
| Sonnenstunden (h/d)    | 1,19 | 2,29 | 3,32 | 5,33 | 6,83 | 6,63 | 6,06 | 6,25 | 4,4  | 2,96 | 1,56 | 0,93 | ⌀ | 4     |

|  |

|  |

|  |

|  |

|  |

|  |

|  |

|  |

|  |

|  |

|  |

|  |

|  |

|  |

|  |

|  |

|  |

|  |

|  |

|  |

|  |

|  |

|  |

|  |

### Schutzgebiete
Aurich verfügt über eine Vielzahl von Naturschutz- und Landschaftsschutzgebieten sowie Naturdenkmälern. Das seit 2007 unter Naturschutz stehende und 279 Hektar große Naturschutzgebiet Kollrunger Moor befindet sich auf dem Gebiet der Stadt Aurich und der Nachbargemeinde Friedeburg (Landkreis Wittmund). Es ist Teil des Fauna-Flora-Habitat-Gebietes „Kollrunger Moor und Klinge“ und umfasst sowohl Resthochmoorflächen als auch wiedervernässte Gebiete nach dem Torfabbau. 171 Hektar groß ist das NSG Brockzeteler Moor in der Nähe. Es steht seit 1986 unter Naturschutz. Im Nordwesten des Stadtgebiets hat Aurich Anteil am 1180 Hektar großen Naturschutzgebiet „Ewiges Meer und Umgebung“. Das Meer selbst liegt auf dem Gebiet der Nachbargemeinde Eversmeer. Es steht seit 1990 unter Naturschutz und ist Teil des FFH-Gebietes „Ewiges Meer, Großes Moor bei Aurich“ und des EU-Vogelschutzgebiets „Ewiges Meer“. Eingerahmt wird dieses Naturschutzgebiet vom Landschaftsschutzgebiet Berumerfehner-Meerhusener Moor (1726 Hektar). Es ist seit 1973 geschützt. Bereits seit 1966 steht das 871 Hektar große LSG „Egelser Wald und Umgebung“ unter Schutz. Südlich des Stadtteils Schirum hat Aurich Anteil an dem 833 Hektar großen LSG „Ihlower Forst und Niederung des Krummen Tiefs“, das seit 1986 geschützt ist. Hinzu kommen kleinere Landschaftsschutzgebiete: Upstalsboom und Umgebung (6,4 Hektar, seit 1965), Wilhelminenholz (3,2 Hektar, seit 1964), Popenser Gehölz und Umgebung (15,6 Hektar, seit 1972) und Am Forstamt Sandhorst (8,5 Hektar, seit 1969). Seit 1986 steht ein 4,9 Hektar großes Amphibienbiotop in Brockzetel als Naturdenkmal unter Schutz. Zu den beiden ältesten Naturdenkmälern (Unterschutzstellung 1941) gehören das Großsteingrab Tannenhausen und die Lindenallee auf dem Auricher Stadtwall. Die Linden- und Buchenallee an der Esenser Straße ist seit 1969 als Naturdenkmal geschützt, die Buchenallee Moltkebahn seit 1983. Hinzu kommt eine Reihe weiterer Solitärbäume im Innenstadtgebiet sowie in den Außenbereichen der Stadt.

## Geschichte

Lambertiturm

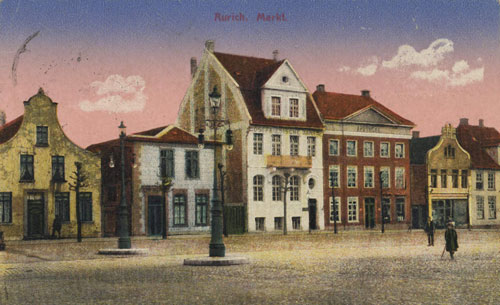
Marktplatz in Aurich um 1900

Die Geschichte Aurichs lässt sich bis in das 13. Jahrhundert zurückverfolgen. Die Ursprungssiedlung Aurechove wird erstmals in einer friesischen Rechtsaufzeichnung aus dem Jahre 1276, dem Brokmerbrief, erwähnt. Die älteste Siedlungsspur in der Auricher Kernstadt (Gefäß-Bruchstücke) stammt aus dem 9. Jahrhundert und wurde 2009 bei Ausgrabungen entdeckt.
Die Ursprungssiedlung lag um die Lambertikirche. Diese hatte Graf Moritz von Oldenburg gestiftet und wurde dem Heiligen Lambertus, dem im Jahre 703 getöteten Bischof von Maastricht, geweiht. Ihr wuchtiger Kirchturm, der sich in heutiger Form seit 1662 zeigt, ist eines der Wahrzeichen der Stadt.
Im späten Mittelalter folgte eine Zeit geprägt von Konflikten mehrerer Häuptlings-Familien, die erst endete, als sich um 1350 die Cirksena durchsetzen konnten, das spätere Grafen- und Fürstengeschlecht. Diese residierten zunächst in Emden, verlegten aber 1561 nach Auseinandersetzungen mit Repräsentanten der Hafenstadt ihren Hof nach Aurich.
Nach dem Aussterben der Cirksena übernahmen die Preußen die Herrschaft über Ostfriesland. Am 7. Juni 1744 wurde Aurich ohne Widerstand von 500 preußischen Soldaten und Beamten besetzt. Am 23. Juni huldigte das Land der preußischen Krone. Aurich blieb Sitz der Landesbehörden, erhielt eine Kriegs- und Domänenkammer und wurde Regierungshauptstadt der preußischen Provinz Ostfriesland.
In der napoleonischen Epoche besetzten zunächst holländische, später französische Soldaten die Stadt. Ostfriesland wurde als „Departement de l’Ems-Oriental“ („Ost-Ems“) dem französischen Kaiserreich angegliedert. Aurich war Sitz des obersten französischen Beamten, des Präfekten.
Nach dem Wiener Kongress wurde die Stadt mit Ostfriesland dem Königreich Hannover zugeschlagen, fiel dann nach dem Deutschen Krieg 1866 wieder an Preußen. Ihren Status als Verwaltungszentrum Ostfrieslands konnte Aurich unter den verschiedenen Herrschaften erhalten. Zu einer Industrialisierung kam es in jener Zeit hingegen nicht. Wirtschaftlich blieb die Stadt von ihrer Stellung als bedeutender Viehhandelsplatz geprägt, die sie seit dem 14. Jahrhundert immer weiter ausbauen konnte.
Im 20. Jahrhundert erhielten die Nationalsozialisten ab Mitte der 1920er Jahre immer mehr Zulauf. Bei den Reichstagswahlen 1932 wählten 44,2 % der Stimmberechtigten im Regierungsbezirk Aurich die NSDAP. Die Wahlen von 1932 und 1933 besiegelten schließlich das Ende der jungen Demokratie. Juden, Kommunisten und andere den neuen Machthabern nicht genehme gesellschaftliche Gruppen wurden nun immer mehr ausgegrenzt, verfolgt und ermordet. Von großen Bevölkerungsschichten wurden die Nationalsozialisten hingegen begeistert empfangen. In den Folgejahren kam es zu einigen Großveranstaltungen in Aurich mit mehreren Tausend begeisterten Zuhörern.
In der Nacht vom 9. auf den 10. November 1938 kam es auch in Aurich zu den von der Reichsleitung der Nationalsozialisten befohlenen Ausschreitungen gegen die Juden, die später als „Reichskristallnacht“ oder Novemberpogrome 1938 bezeichnet wurden. Zwei Jahre später wurde die Stadt als judenfrei gemeldet.
Während des Zweiten Weltkrieges blieb Aurich von größeren Luftangriffen verschont. Dreimal wurde die Stadt bombardiert. Dabei kamen insgesamt 17 Menschen ums Leben und 24 wurden verletzt. Die größten Schäden entstanden am 27. September 1943, als durch Spreng- und Brandbomben 30 Häuser völlig zerstört, 180 schwer und 285 leicht beschädigt wurden. Allein an diesem Tag kamen 13 Menschen ums Leben und 18 wurden verletzt.
Im Spätjahr 1944 mussten KZ-Häftlinge des provisorischen KZ Engerhafe Panzergräben rund um die Stadt in Handarbeit errichten. Täglich zweimal zogen rund 2000 Gefangene, sie führten auch die Leichen von Mithäftlingen mit, mitten durch die Stadt. Innerhalb der zwei Monate starben 188 KZ-Häftlinge. Die nutzlose Befestigung war Teil des von der NSDAP so genannten Friesenwalls.
Am 3. Mai 1945 gab es eine Demonstration auf dem Auricher Marktplatz gegen die weitere Verteidigung gegen die Kanadier, die derweil bis Marcardsmoor vorgerückt waren. Johann von Essen wollte zum Zeichen der Kapitulation eine weiße Fahne auf dem Auricher Schlossturm hissen, woraufhin er von der Gestapo verhaftet, später aber von der aufgebrachten Menge befreit wurde. Auricher Bürger (deren Namen unbekannt sind) retteten Aurich, dessen Zerstörung als garantiert galt, nach Verhandlung mit den Kanadiern am 3. und 4. Mai 1945. Die Stadt sollte kampflos den Kanadiern überlassen werden.
Nach 1945 wurde die Stadt zusätzlich von vielen Flüchtlingen bevölkert. Zählte sie bei Kriegsausbruch 7089, waren es Ende 1945 bereits 10.350 Einwohner geworden. Ein Problem waren dabei die nicht vorhandenen Arbeitsplätze für die Bevölkerung.
In den 1990ern begann der Aufstieg des 1984 gegründeten Windenergieanlagenherstellers Enercon, der binnen zweier Jahrzehnte nach seiner Gründung zu einem Industrieunternehmen mit einer vierstelligen Mitarbeiterzahl in Aurich heranwuchs. Zu Beginn des 21. Jahrhunderts durchlief die Windkraftindustrie eine Krise. So stoppte Enercon nach einer Reform des Erneuerbare-Energien-Gesetzes 2014 sämtliche Investitionen in Deutschland. 2019 kündigte das Unternehmen einen massiven Stellenabbau an und verband diesen Schritt mit heftiger Kritik an der Energiepolitik der Bundesregierung, die zu einem Einbruch des Markts für Windenergie an Land geführt habe.
Die Auswirkungen der Corona-Pandemie trafen die lokale Wirtschaft hart. Die Politik versuchte, dem entgegenzusteuern. So erhielt der Windkraftanlagen-Hersteller 500 Millionen Euro Staatshilfen aus dem Wirtschaftsstabilisierungsfonds (WSF), um liquide zu bleiben. Mithilfe des Kredits soll das Unternehmen aus Aurich Verluste durch die Corona-Pandemie abfedern.

### Eingemeindungen
Am 1. Juli 1972 wurden die Gemeinden Brockzetel, Dietrichsfeld, Egels, Extum, Georgsfeld, Haxtum, Kirchdorf, Langefeld, Middels, Pfalzdorf, Plaggenburg, Popens, Rahe, Sandhorst, Schirum, Spekendorf, Tannenhausen, Walle, Wallinghausen und Wiesens im Rahmen der niedersächsischen kommunalen Gebietsreform der Stadt Aurichs zugeschlagen. Durch die Eingemeindung vergrößerte sich die Einwohnerzahl Aurichs um mehr als das Doppelte seiner vorherigen Größe und überschritt die 30.000-Einwohner-Marke. Seit der Kommunalreform ist Aurich somit die nach Einwohnern zweitgrößte Kommune Ostfrieslands.

### Ausgliederungen
Am 1. Januar 1979 kam es zu einem Gebietsaustausch mit der Nachbargemeinde Südbrookmerland, bei dem Aurich etwa 100 Einwohner (nach damaligem Einwohnerstand) verlor.

### Namensentwicklung
Über die Deutung des Stadtnamens gibt es verschiedene Hypothesen. Entweder ist er einer Person (Affo, ostfriesischer Vorname) und seinem Besitz (Reich) zuzuordnen oder er bezieht sich auf ein Wasserwerk an der fruchtbaren, wasserreichen Niederung des Flüsschens Aa (oder Ehe), an dem die Stadt errichtet wurde. Bekannt sind die Schreibweisen Aurichove, Aurike, Aurikehove, Auryke, Auwerckhove, Auwerick, Auerk, Auwerck, Auwreke, Awerck, Awreke, Awrik, Auwerich und Aurickeshove.
Nach dem Deutschen Ortsnamenbuch liegt dem Ortsnamen eine Gebietsbezeichnung zugrunde mit dem Bestimmungswort au(e), das sowohl ‘(Fließ-)Gewässer’ als auch das ‘am Wasser gelegene Land’ bezeichnen kann. Grundwort ist ein in asä. rıki, afries. rıke ‘Reich’, mnd. rıke ‘Land, Gebiet’ bezeugter Gattungsbegriff. Der Name der Siedlung wird in den älteren Belegen häufig durch asä., mnd. hof ‘Hof ’ von der Gebietsbezeichnung unterschieden.

### Einwohnerentwicklung

Einwohnerentwicklung von Aurich von 1804 bis 2017 nach nebenstehender Tabelle

Die Stadt Aurich zählt heute gut 40.000 Einwohner, war um 1900 aber noch eine überschaubare Stadt von etwa 5000 Einwohnern. Die Flucht und Vertreibung Deutscher aus Mittel- und Osteuropa 1945–1950 brachte einen wesentlichen Schub in der Einwohnerentwicklung, als viele Flüchtlinge aus den Ostgebieten des Deutschen Reiches aufgenommen wurden. Die Einwohnerzahl Aurichs lag 1945 um fast 50 Prozent höher als 1939. Ein zweiter Schub in der Einwohnerentwicklung ergab sich durch die Eingemeindung vieler kleiner Umlandgemeinden im Zuge der Gebietsreform in Niedersachsen.
Die Zunahme der Einwohnerzahl seit 1990 ergibt sich zum einen aus Personen, die aus den Neuen Ländern nach Aurich gezogen sind, noch mehr aber aus Spätaussiedlern, die in Aurich eine neue Heimat gefunden haben. Seit Ende der 1990er Jahre liegt die Einwohnerzahl Aurichs recht konstant bei etwas mehr als 40.000. Der Geburtensaldo ist seit Beginn des 21. Jahrhunderts negativ, wird aber durch Zuzüge ausgeglichen. Dabei spielen Ruheständler aus anderen Regionen Deutschlands, die ihren Lebensabend in Ostfriesland verbringen wollen, eine wichtige Rolle.
| Jahr | EW    |
| ---- | ----- |
| 1804 | 2.128 |
| 1821 | 3.163 |
| 1861 | 4.712 |
| 1864 | 4.608 |
| 1867 | 4.919 |
| 1871 | 4.264 |
| 1885 | 5.395 |
| 1895 | 5.899 |

| Jahr | EW     |
| ---- | ------ |
| 1905 | 6.141  |
| 1925 | 6.136  |
| 1933 | 6.558  |
| 1939 | 6.874  |
| 1945 | 10.350 |
| 1961 | 12.982 |
| 1970 | 11.944 |
| 1991 | 37.187 |

| Jahr | EW     |
| ---- | ------ |
| 2001 | 40.362 |
| 2010 | 40.572 |
| 2011 | 40.606 |
| 2012 | 40.604 |
| 2013 | 40.637 |
| 2016 | 41.793 |
| 2017 | 41.854 |
| 2019 | 42.040 |

| Jahr | EW     |
| ---- | ------ |
| 2021 | 42.544 |

(jeweils am 31. Dezember, 1961 am 6. Juni, 1970 am 27. Mai (Volkszählungsergebnisse einschließlich der später eingemeindeten Orte))

## Religionen

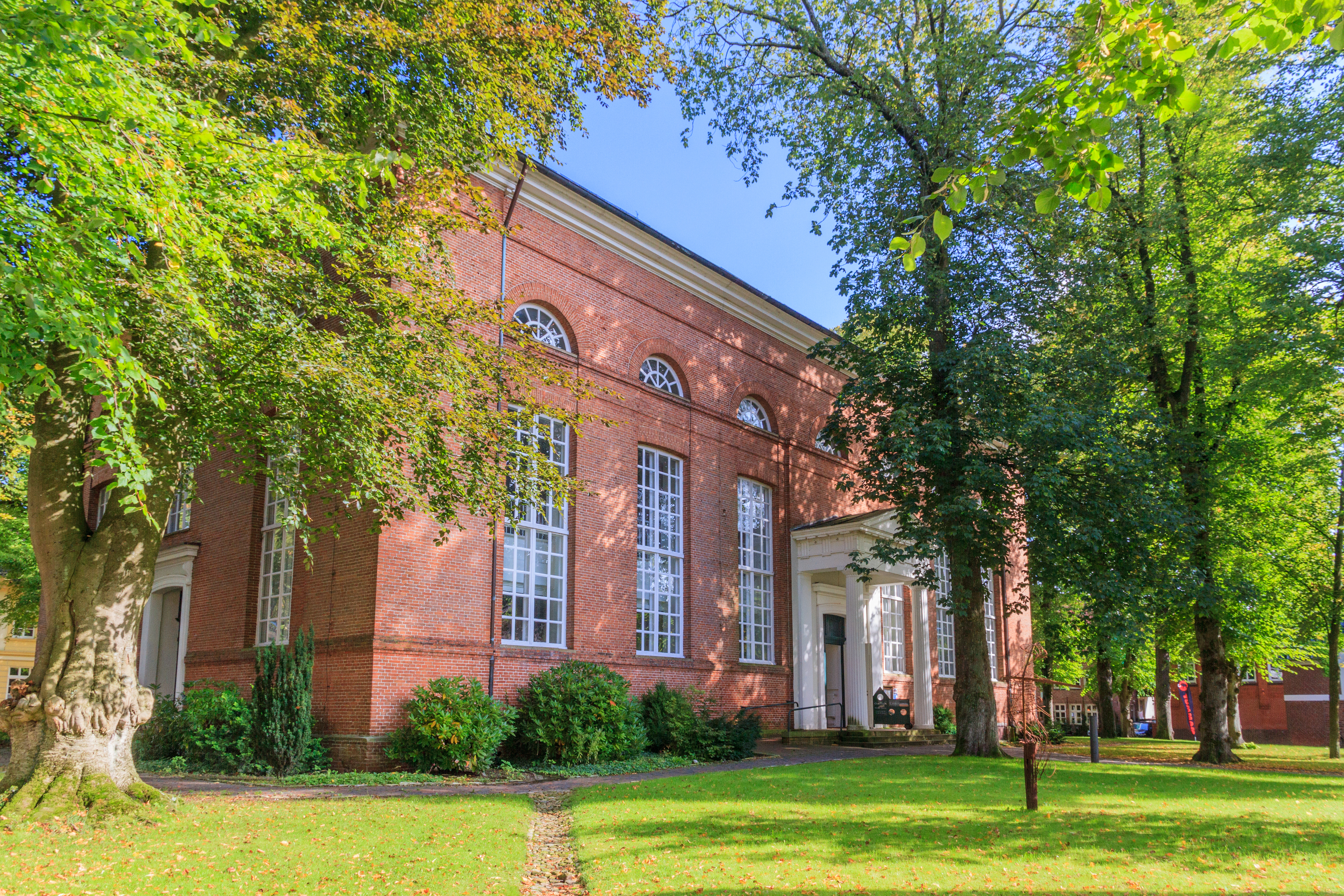
Lambertikirche
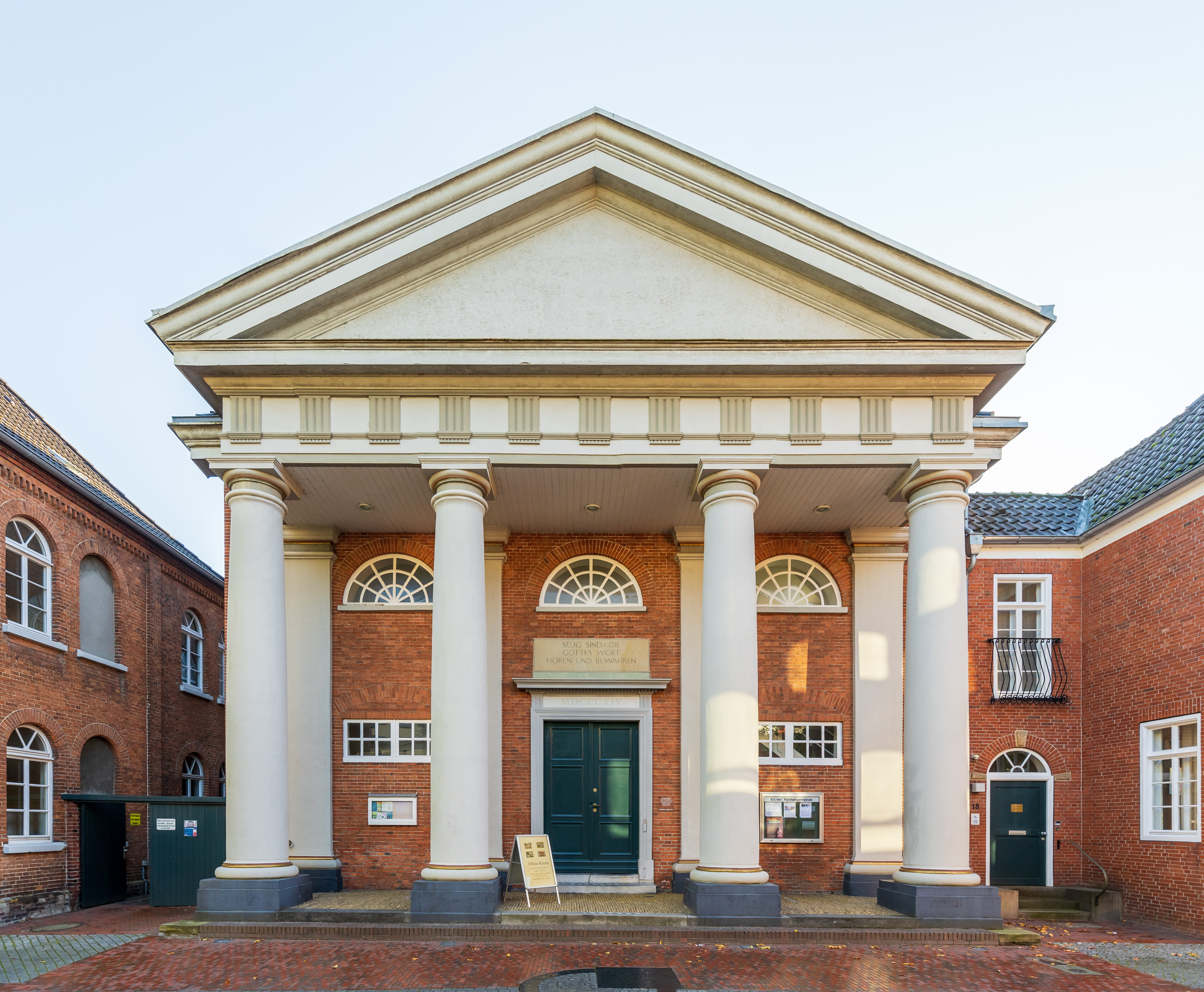
Reformierte Kirche
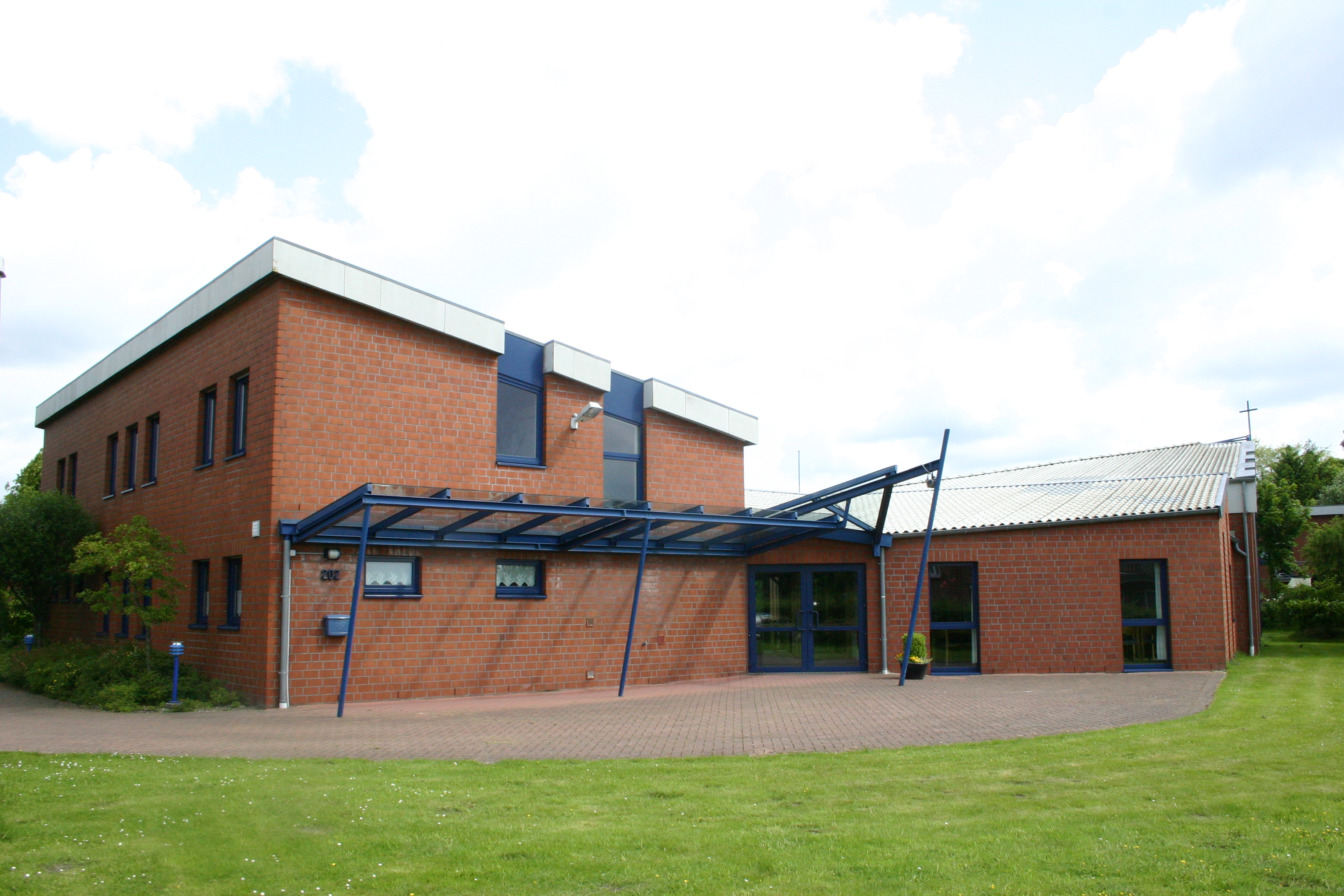
Gemeindezentrum der Evangelisch-Freikirchlichen Gemeinde
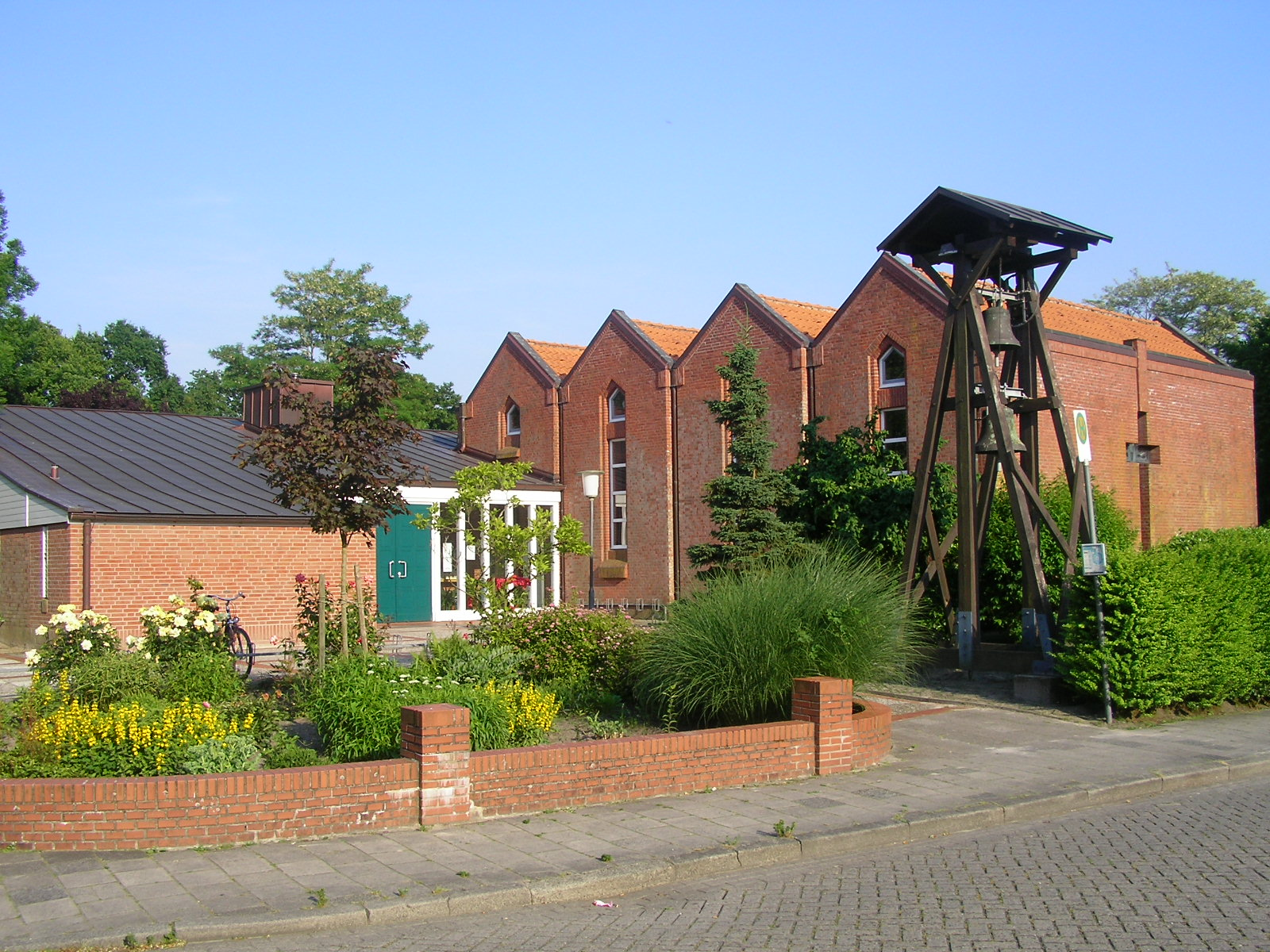
Paulusgemeinde
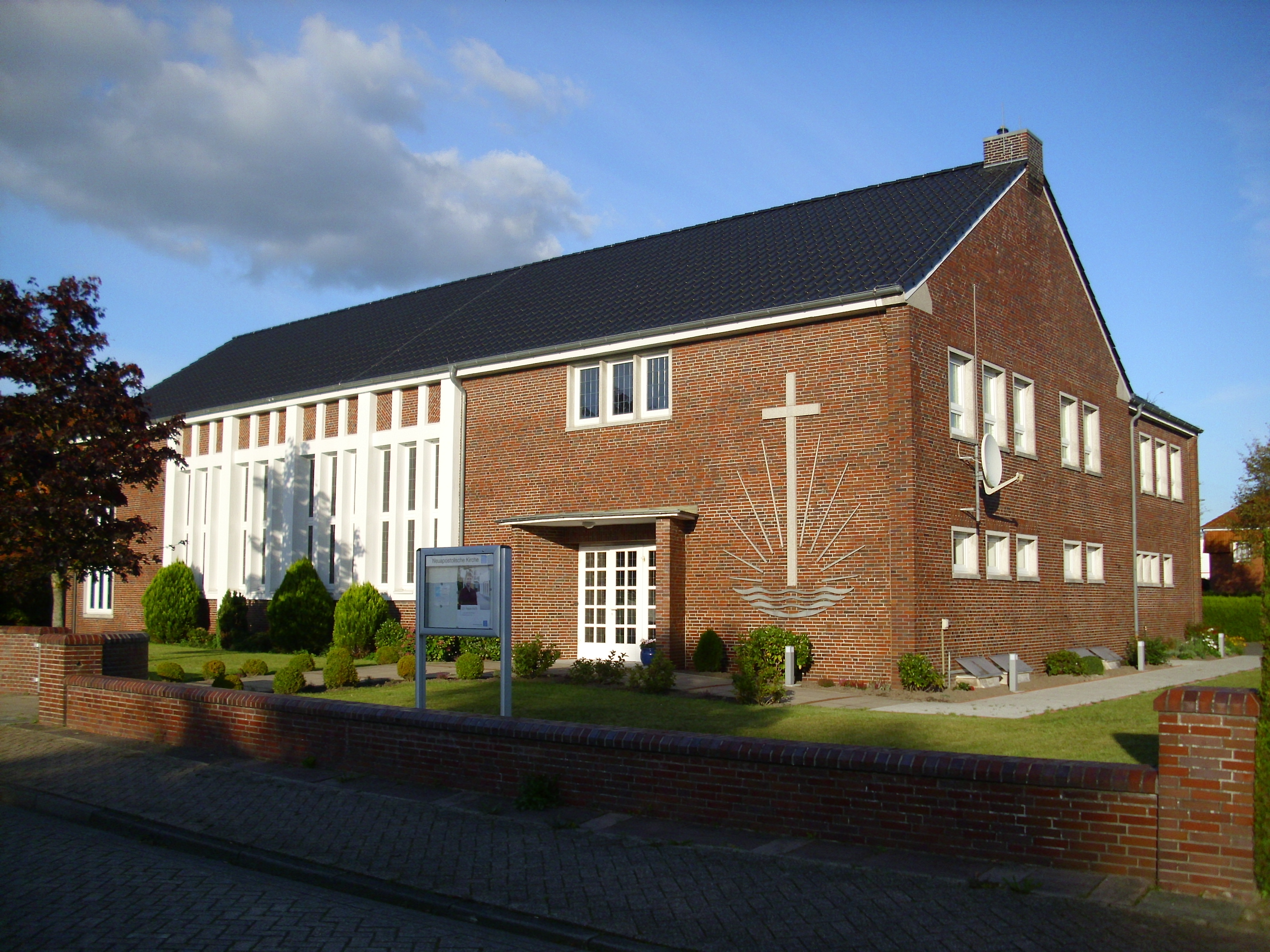
Neuapostolische Kirche

Die Auricher Bevölkerung ist überwiegend protestantisch. Die Landkreise Aurich und Wittmund haben die höchsten Anteile an Lutheranern an der Gesamtbevölkerung in ganz Deutschland. Er liegt bei rund 85 Prozent der Einwohner.
Dennoch prägt, wie im übrigen Ostfriesland, Vielfalt das religiöse Leben der Stadt. Neben den lutherischen Gemeinden gibt es in Aurich die katholische St.-Ludgerus-Gemeinde, die reformierte Kirche, die Neuapostolische Kirche und daneben viele Freikirchen. Seit Mitte der 1990er Jahre haben sich in der Stadt viele Muslime niedergelassen. Eine jüdische Gemeinde gibt es hingegen seit der Zeit des Nationalsozialismus nicht mehr.

### Christentum
Die Evangelisch-lutherische Kirche in Aurich besaß lange Zeit nur ein Gotteshaus, die Lambertikirche. Nachdem die Stadt infolge des Zuzugs Vertriebener nach dem Zweiten Weltkrieg stark wuchs, wurde es bald notwendig, das kirchliche Leben neu zu ordnen. In den einzelnen Ortschaften der Stadt wurden daraufhin neue Kirchengemeinden gegründet. Der Kirchenkreis Aurich, zu dem weite Gebiete im zentralen Ostfriesland zählen, ist mit etwa 75.000 Mitgliedern der zweitgrößte Kirchenkreis der Landeskirche.
Neben den Lutheranern gibt es in Aurich seit der französischen Besetzung eine Reformierte Gemeinde. Die Gemeinde entstand durch die Ansiedlung hugenottischer Flüchtlinge am lutherischen Fürstenhof. Später wuchs sie durch Zuzüge aus den reformierten Gebieten Ostfrieslands und durch Glaubensflüchtlinge aus der Pfalz, die um 1800 bei Aurich die Pfalzdörfer gründeten. Der Bau ihres Gotteshauses in der Kirchstraße in den Jahren 1812 bis 1814 geht auf eine Spende Napoleons zurück. Heute gehören zur Gemeinde zirka 1400 Personen.
Eine Römisch-Katholische Kirchengemeinde gab es nach der Reformation nicht mehr. Erst im 19. Jahrhundert war die Zahl der Katholiken in Aurich wieder derart angewachsen, dass die königliche Regierung in Hannover am 2. Mai 1849 den Bau einer katholischen Kirche genehmigte. Diese wurde am 17. Oktober 1849 eingeweiht. Die St.-Ludgerus-Gemeinde wuchs vor allem durch den Zuzug von Vertriebenen aus Schlesien im Jahr 1946 enorm an. Heute zählt sie mehr als 3000 Gemeindemitglieder.
Unter den Freikirchen konnte die Adventgemeinde auf die längste Geschichte zurückblicken. Ihre Vorläufergemeinde wurde 1900 gegründet und 1972 aufgelöst. 1998 erfolgte die Neugründung, die jedoch 2010 wieder aufgelöst wurde.
Evangelisch-Freikirchliche Christen, auch Baptisten genannt, leben nachweislich seit Mitte des 19. Jahrhunderts in Aurich. Sie wurden zunächst von der Baptistengemeinde Hamswehrum (seit 1875 Jennelt) und ab 1908 von der Baptistengemeinde Moorhusen aus betreut. 1947 konstituierten sich die Auricher Baptisten als Zweiggemeinde, deren Betreuung anfangs die Moorhusener und ab 1952 die Emder Baptisten übernahmen. 1961 erhielt die Evangelisch-Freikirchliche Gemeinde ihre Selbständigkeit. Bis 1958 fanden die gemeindlichen Zusammenkünfte im Gymnasium Ulricianum statt. Die 1958 eingeweihte Kreuzkirche am Eickebuscher Weg diente zirka 40 Jahre als Gemeindezentrum. Seit 1998 hat die Evangelisch-Freikirchliche Gemeinde Aurich ihr Domizil im neu erbauten Gemeindezentrum an der Oldersumer Straße in Aurich-Rahe.
Der Gemeindebezirk der Evangelisch-methodistischen Kirche besteht aus den beiden Gemeinden Aurich und Neuschoo. Beide zusammen haben etwa 400 Mitglieder, von denen die meisten in Neuschoo betreut werden. Die Gottesdienste der Methodistischen Kirche in Aurich wurden seit dem Jahr 2010 mit der Bethlehemkirche (Neuschoo) zusammengelegt, nachdem die kleine Stadtgemeinde am Schluss noch einen Durchschnittsbesuch von zwölf Personen verzeichnete.
Die Freie evangelische Gemeinde wurde 1980 gegründet. Sie ist Mitglied im Bund Freier evangelischer Gemeinden in Deutschland.

### Islam

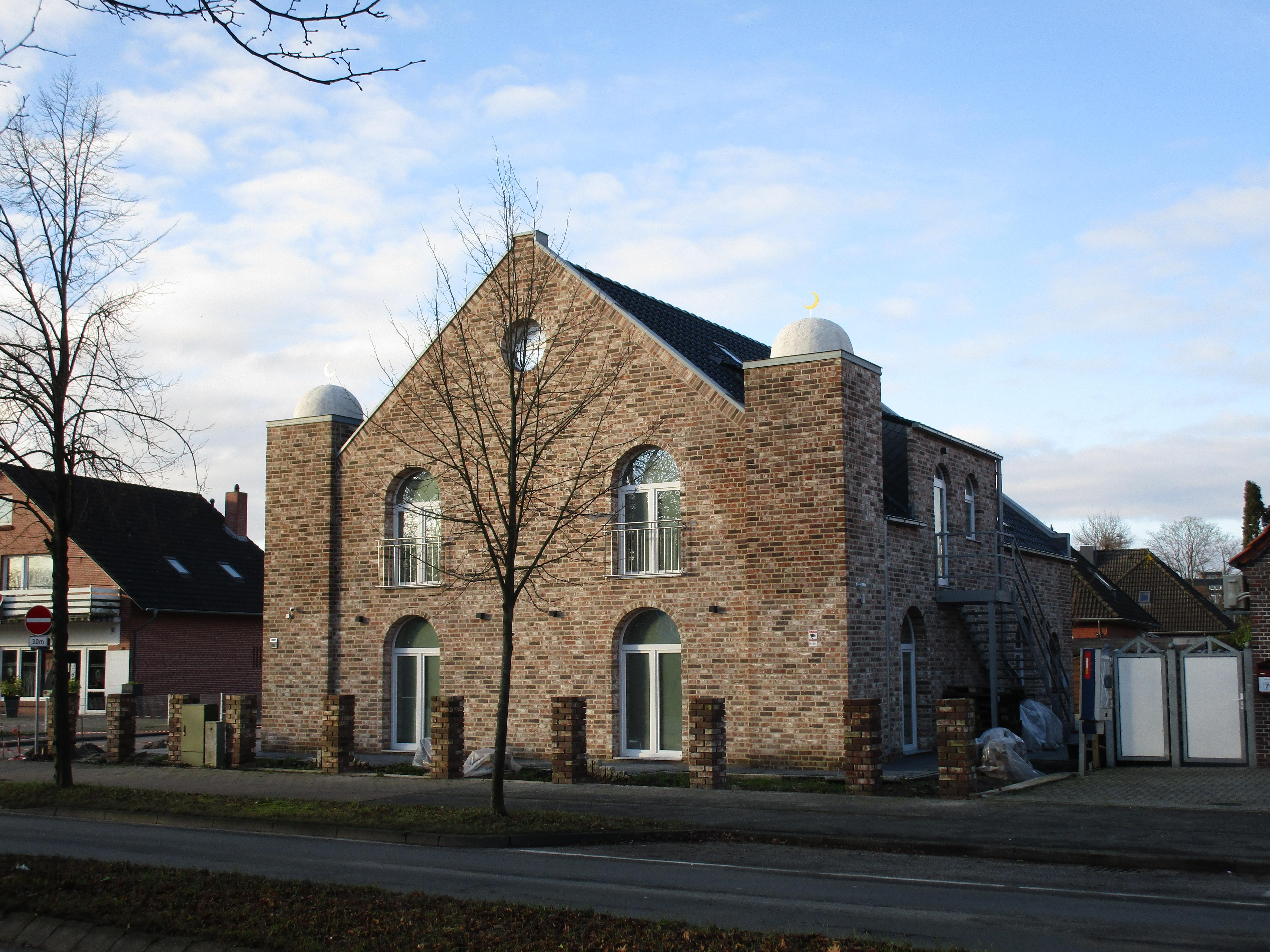
Auricher Moschee

Seit dem Zuzug von Gastarbeitern und Flüchtlingen, vor allem im Zusammenhang mit dem Jugoslawien-Konflikt, gibt es Muslime in der Stadt. Gottesdienste können seit Anfang 2020 in einer eigenen Moschee verrichtet werden.

### Judentum

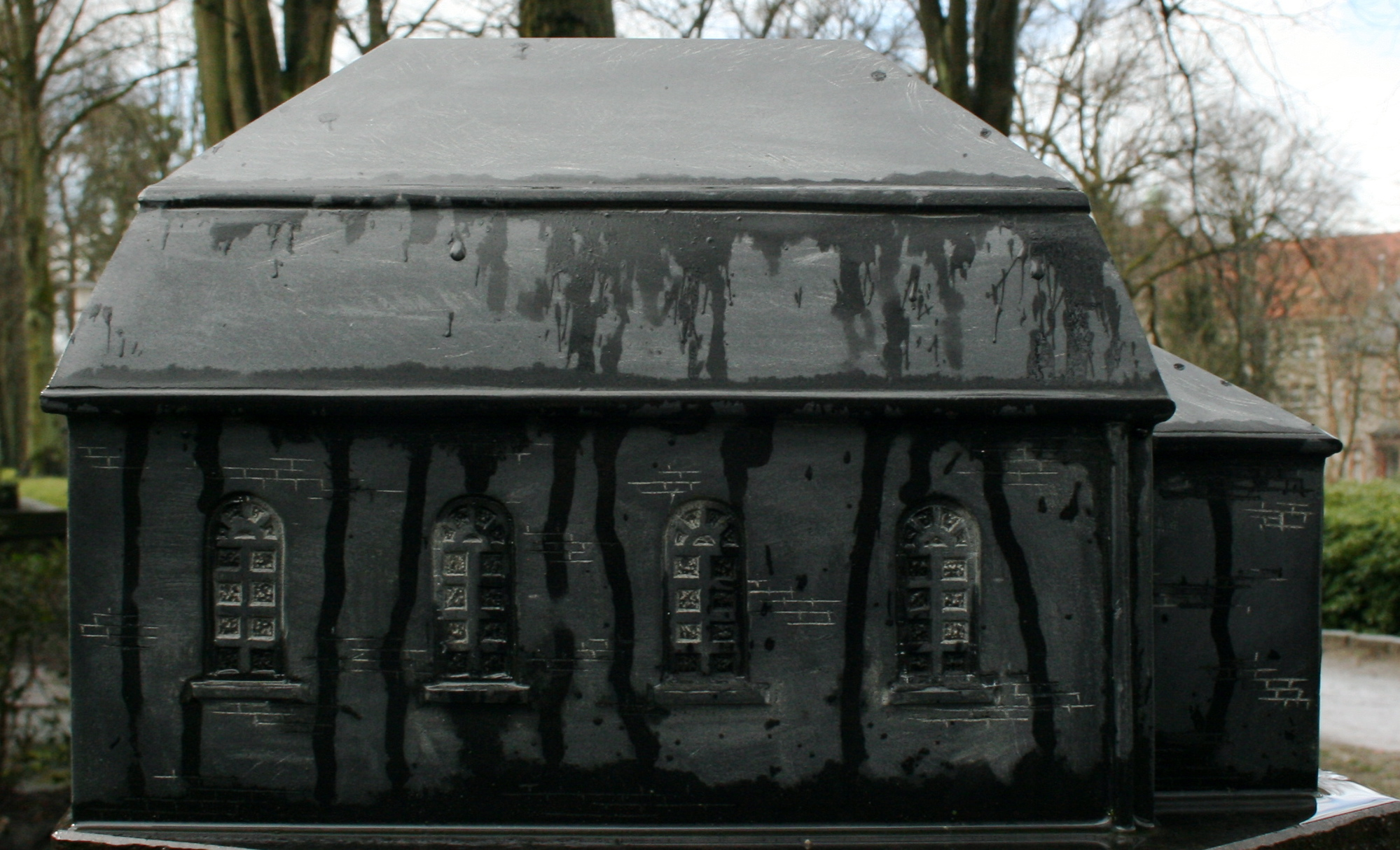
Gedenkstein für die niedergebrannte Synagoge

Die jüdische Gemeinde Aurich bestand über einen Zeitraum von zirka 300 Jahren von ihren Anfängen im Jahr 1657 bis zu ihrem Ende am 1. März 1940. Erstmals wurden jüdische Einwohner bereits 1635 erwähnt. Die jüdische Gemeinde war die zweitgrößte Ostfrieslands nach derjenigen in Emden. Der höchste Anteil an der Gesamtbevölkerung wurde im Jahre 1925 mit 7,4 Prozent erreicht, in absoluten Zahlen wurde 1885 mit 406 Mitgliedern der Höhepunkt erreicht.
Nach 1933 ausgegrenzt und verfolgt, emigrierten viele Juden. Die 1810 erbaute Synagoge der jüdischen Gemeinde wurde am 9. November 1938 zerstört. Schätzungsweise 200 der rund 400 Auricher Juden sind im Holocaust umgekommen, die Überlebenden in der ganzen Welt verstreut.
An die jüdische Gemeinde wird heute mit einem Gedenkstein für die niedergebrannte Synagoge auf dem Hohen Wall, einer Gedenktafel zur Erinnerung an die ehemalige jüdische Schule am Haus der Ärztekammer in der Kirchstraße und einem Hinweisschild an der Bullenhalle in Aurich erinnert, in der die Juden in der Pogromnacht 1938 zusammengetrieben wurden. Zudem ist der jüdische Friedhof an der Emder Straße erhalten geblieben. Nach dem letzten jüdischen Gemeindevorsteher Abraham Wolffs wurde eine Straße benannt.

## Politik

### Stadtrat
Der Rat der Stadt Aurich hat 40 Mitglieder. Dies ist die festgelegte Anzahl für eine Stadt mit einer Einwohnerzahl zwischen 40.001 und 50.000 Einwohnern. Die 40 Ratsmitglieder werden durch eine Kommunalwahl für jeweils fünf Jahre gewählt. Die aktuelle Amtszeit begann am 1. November 2021 und endet am 31. Oktober 2026.
Stimmberechtigt im Stadtrat ist außerdem der hauptamtliche Bürgermeister Horst Feddermann (parteilos).

Die letzte Kommunalwahl am 12. September 2021 ergab das folgende Ergebnis:
| Partei                      | Partei | Sitze |
| --------------------------- | ------ | ----- |
|                             | SPD    | 13    |
|                             | CDU    | 10    |
|                             | Grüne  | 5     |
| Auricher Wählergemeinschaft | AWG    | 4     |
|                             | FDP    | 3     |
| Gemeinsam für Aurich        | GfA    | 2     |
|                             | Linke  | 2     |
| Grün-Alternative Politik    | GAP    | 1     |

### Bürgermeister
Hauptamtlicher Bürgermeister der Stadt Aurich ist Horst Feddermann (parteilos). Bei der letzten Bürgermeisterwahl am 26. Mai 2019 erreichte er im ersten Wahlgang 47,28 % der Stimmen. Zur Wahl standen fünf Kandidaten. Die Wahlbeteiligung lag bei 61,81 %. In der Stichwahl am 16. Juni 2019 trat Fedderman als einzig verbliebener Kandidat an und wurde mit 90,43 % der Stimmen zum Bürgermeister gewählt.

### Ortsrat
Der Ortsrat, der die Kernstadt Aurich vertritt, setzt sich aus elf Mitgliedern zusammen. Die Ratsmitglieder werden durch eine Kommunalwahl für jeweils fünf Jahre gewählt. Die aktuelle Amtszeit begann am 1. November 2021 und endet am 31. Oktober 2026.

Bei der Kommunalwahl 2021 ergab sich folgende Sitzverteilung:
| Ortsrat 2021Insgesamt 11 Sitze - Linke: 1 - SPD: 3 - Grüne: 2 - GfA: 1 - AWG: 1 - FDP: 1 - CDU: 2 |

### Vertreter in Landtag und Bundestag
Im Niedersächsischen Landtag (Legislaturperiode bis 2027) ist ein Abgeordneter aus dem Wahlkreis 86 Aurich (Aurich, Südbrookmerland, Ihlow, Großefehn, Brookmerland, Großheide) vertreten. Bei der letzten Landtagswahl in Niedersachsen vom 9. Oktober 2022 gewann der Auricher Sozialdemokrat Wiard Siebels das Direktmandat mit 44,7 % der Stimmen. Über die Landesliste der CDU zog Saskia Buschmann in den Landtag ein.
Der Wahlkreis 24 Aurich – Emden umfasst die Stadt Emden und den Landkreis Aurich. Bei der Bundestagswahl 2025 wurde der Sozialdemokrat Johann Saathoff direkt wiedergewählt. Über Listenplätze der Parteien zog kein Kandidat der Parteien aus dem Wahlkreis in den Bundestag ein.

### Kommunale Finanzen
Aurich ist Unternehmenssitz des Windkraftanlagenherstellers Enercon, der allein der Stadt seit Jahren einen zweistelligen Millionenbetrag an Gewerbesteuern zahlt. Allein im besten Jahr 2013 hat die Stadt 166 Millionen Euro an Gewerbesteuer eingenommen. Davon stammte der größte Teil von Enercon.
Aufgrund der seit 2005 hohen Steuereinnahmen zahlte Aurich jahrelang in den kommunale Finanzausgleich ein. Mit 18,6 Millionen Euro wurde dabei 2014 der Höchststand an Abgaben erreicht. Danach brachen die Einnahmen ein. Seit 2015 erhält die Stadt Aurich aufgrund der rückläufigen Steuerkraft Zuweisungen aus dem Kommunalen Finanzausgleich. Für 2022 erwartet die Stadt Gewerbesteuern in Höhe von 24,5 Millionen Euro.
Der Schuldenstand (kumuliertes Jahresdefizit) lag Mitte der 1990er bei mehr als 50 Millionen Euro. Danach wurden insbesondere durch die hohen Gewerbesteuereinnahmen deutlich Schulden abgebaut, besonders in der Wahlperiode 2001 bis 2006. Bereits 2014 zeichnete sich eine Trendwende ab. 2016 wurde ein Haushalt verabschiedet, der einen Anstieg des Schuldenstandes bis Ende 2019 auf 74 Millionen Euro vorsah. 2022 lag der Schuldenstand bei 106.073.639 Euro.

### Stadtwappen, Siegel und Flagge
| Wappen von Aurich | Blasonierung: „In Silber auf grünem Boden zwischen zwei bewurzelten grünen Laubbäumen ein mit einer goldenen Laubkrone gekrönter roter Schild mit dem goldenen gotischen Großbuchstaben A.“ |
| Wappen von Aurich | Wappenbegründung: Stadtwappen sind meistens aus Siegeln hervorgegangen. Am 16. März 1539 wurden Aurich die Stadtrechte durch Graf Enno II. mit der Berechtigung verliehen, ein solches Siegel zu führen. 1736 wurde ein neues und größeres, repräsentativeres Siegel eingeführt. Wahrscheinlich ist zu dieser Zeit das erste Wappen entstanden. Genaue Zeitangaben sind aber nicht bekannt. |

Die Farben der Stadt sind rot-gold. Das Dienstsiegel enthält das Wappen und die Umschrift „Stadt Aurich (Ostfriesland)“. Die Flagge besteht aus zwei gleich breiten Streifen Rot und Gold mit dem Stadtwappen.

### Städtepartnerschaften
Seit September 1989 unterhält Aurich eine Städtepartnerschaft mit Appingedam (Niederlande). Die Verbindungen zwischen Aurich und Appingedam gehen bis in das 14. Jahrhundert zurück. 1327 erhielt Appingedam offiziell die Selbstständigkeit in Gerichtsbarkeit und Verwaltung. Das Appingedamer Stadtrechtsprivileg, festgelegt im so genannten Buurbrief, ist vermutlich in Aurich beschlossen worden, dem Ort, wo einst die friesischen Länder zusammenkamen. Einmal im Jahr wird diese Partnerschaft mit Festen in den Städten gefeiert. Außerdem finden regelmäßig Schüleraustausche statt.

## Kultur und Sehenswürdigkeiten

### Theater
Aurich ist Spielort der Landesbühne Niedersachsen Nord, die über das Jahr verteilt etwa zehn Inszenierungen in der Stadt präsentiert. Veranstaltungsort ist die Stadthalle Aurich, die bei Reihenbestuhlung rund 500 Sitzplätze zur Verfügung stellt. Neben der Landesbühne nutzen punktuell auch andere Theaterensembles den Veranstaltungsort.
In Aurich ist das Niederdeutsche Theater Aurich zu Hause. Seit seiner Gründung 1923 als „Spöldeel“ des Heimatvereins Aurich präsentiert die Laienspielbühne Theaterstücke in niederdeutscher Sprache und setzt sich für die Pflege der niederdeutschen Sprache ein. Das Theater verfügt über rund 60 Mitglieder, von denen etwa die Hälfte aktive Darsteller sind. Pro Jahr werden zwei Aufführungen gespielt. Das Theater nutzt für seine Proben und Versammlungen Räumlichkeiten in der ehemaligen Gartenbauversuchsanstalt Aurich-Haxtum. Ständiger Spielort in Aurich ist das Ostfrieslandhaus Aurich.

### Museen und Ausstellungen

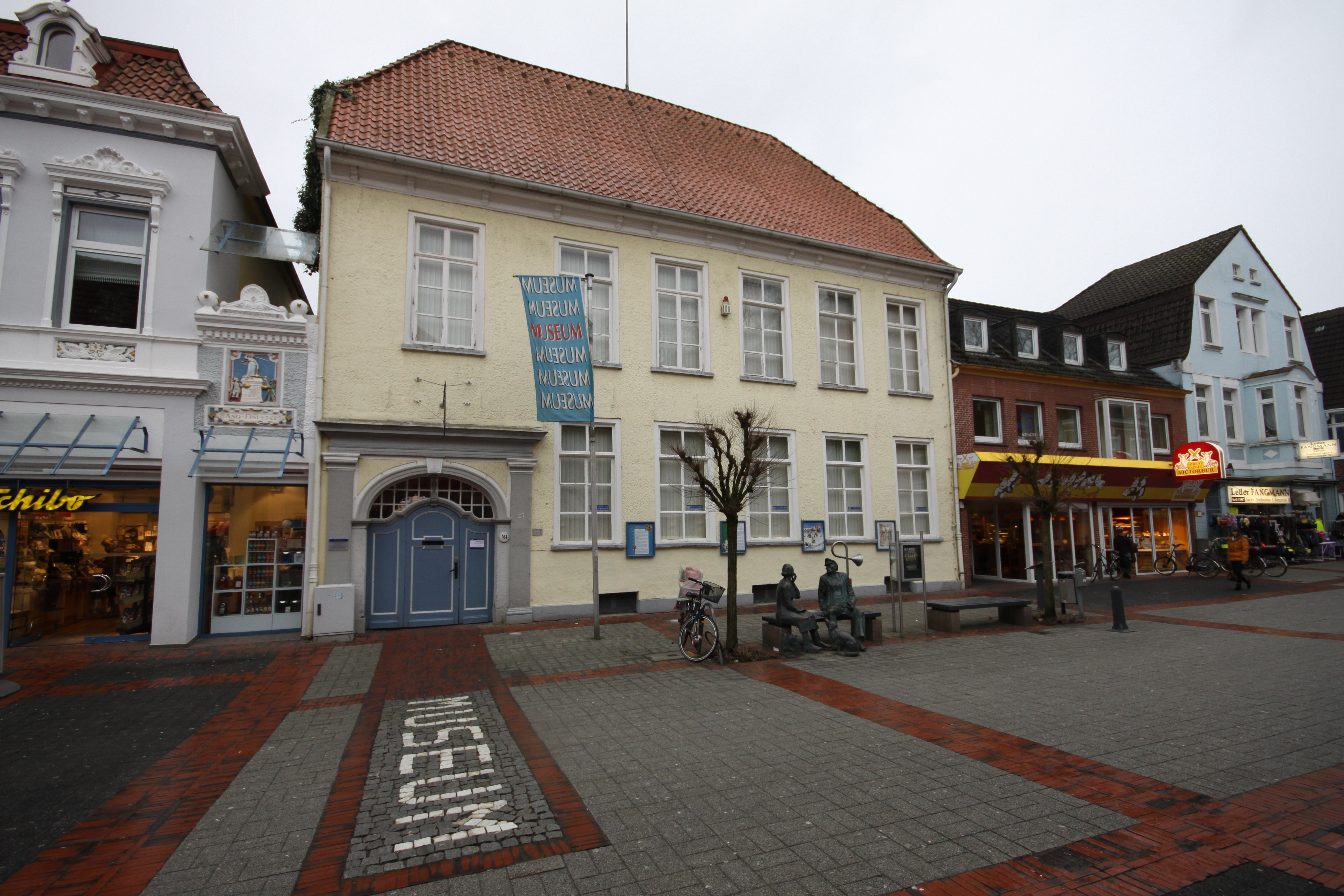
Das Historische Museum Aurich

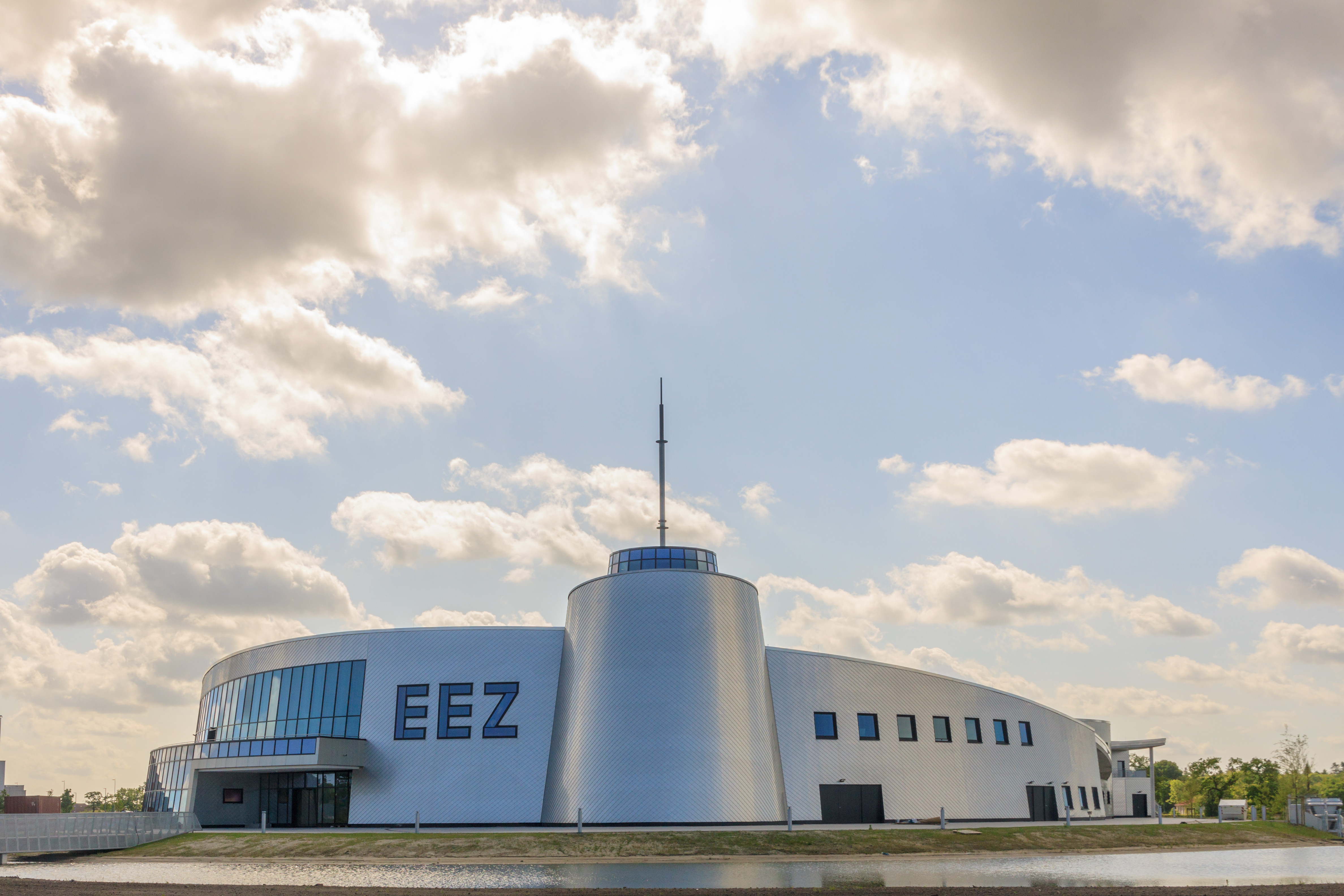
Das Energie-, Bildungs- und Erlebniszentrum

Das Historische Museum befindet sich in der „Alten Kanzlei“, einem historischen Gebäude in der Fußgängerzone in der Innenstadt. Das Gebäude wurde um 1530 von Graf Enno II. als Stadthaus aus den Steinen der 1529 abgebrochenen Klosterkirche in Ihlow für seinen Bruder Johann gebaut, danach diente es lange Zeit als Rat- und Weinhaus. Das Museum zeigt seit dem 5. Juli 1985 Exponate aus Geschichte, Kunst und Kultur in Aurich und Ostfriesland von der Steinzeit bis heute.
Das MachMitMuseum „miraculum“ befindet sich in der Burgstraße in der Fußgängerzone von Aurich. Es ist ein Kinder- und Jugendmuseum und vermittelt in jährlich wechselnden Ausstellungen auf spielerische Art komplizierte Sachverhalte. Die Ausstellungen wie z. B. „Piraten und ihre wahren Taten“, werden speziell für Kinder und Jugendliche entwickelt und von der Kunstschule „miraculum“ mit Kindern inhaltlich vorbereitet. Die Umsetzung der Ausstellungskonzeption und der Bau der Ausstellungsobjekte erfolgte zunächst hauptsächlich durch die Jugendprojektwerkstätten der Kreisvolkshochschule Aurich, dann einige Jahre durch „Allerhand“ in Großefehn und inzwischen in Eigenregie durch Team der Kunstschule miraculum.
Das Mühlenfachmuseum Stiftsmühle befindet sich in der Stiftsmühle, der mit einer Gesamthöhe von 29,95 m zweithöchsten Mühle Ostfrieslands. 1977 rettete der Heimatverein Aurich die Mühle in der Oldersumer Straße vor dem Verfall und machte aus dem Galerieholländer ein Museum. Im Inneren werden auf den fünf Etagen diverse Exponate wie Maschinen, Mahlgeräte und Mühlenmodelle ausgestellt. Auf Schautafeln werden die Schritte des Mahlbetriebs verdeutlicht, zudem wird der Mahlbetrieb zu bestimmten Zeiten anschaulich vorgeführt.
Der heutige Kunstpavillon am Ellernfeld wurde 1803 unter dem Namen Teehäuschen durch den Auricher Architekten Conrad Bernhard Meyer (1755–1830) als Gartenhaus für den Bauherrn Christian Bernhard Conring erbaut. Das klassizistische Gebäude hat im Laufe der Zeit viele Veränderungen erfahren. Der Gartenpavillon diente von 1937 bis 1945 als Kindergarten, später als Obdachlosenquartier und wurde 1969 von der Stadt Aurich erworben. Von 1973 bis 1986 diente es dem Bildhauer Friedrich Büschelberger als Wohnung und Atelier. Nach Sanierung des gesamten Objektes dient es heute unter der Bezeichnung Kunstpavillon als Domizil des Kunstvereins Aurich und wird für Kunstausstellungen genutzt.
Mit dem Energie-, Bildungs- und Erlebniszentrum (EEZ) im Stadtteil Tannenhausen will sich Aurich seit dem 1. Juli 2015 als „Stadt der regenerativen Energien“ präsentieren.

### Bauwerke

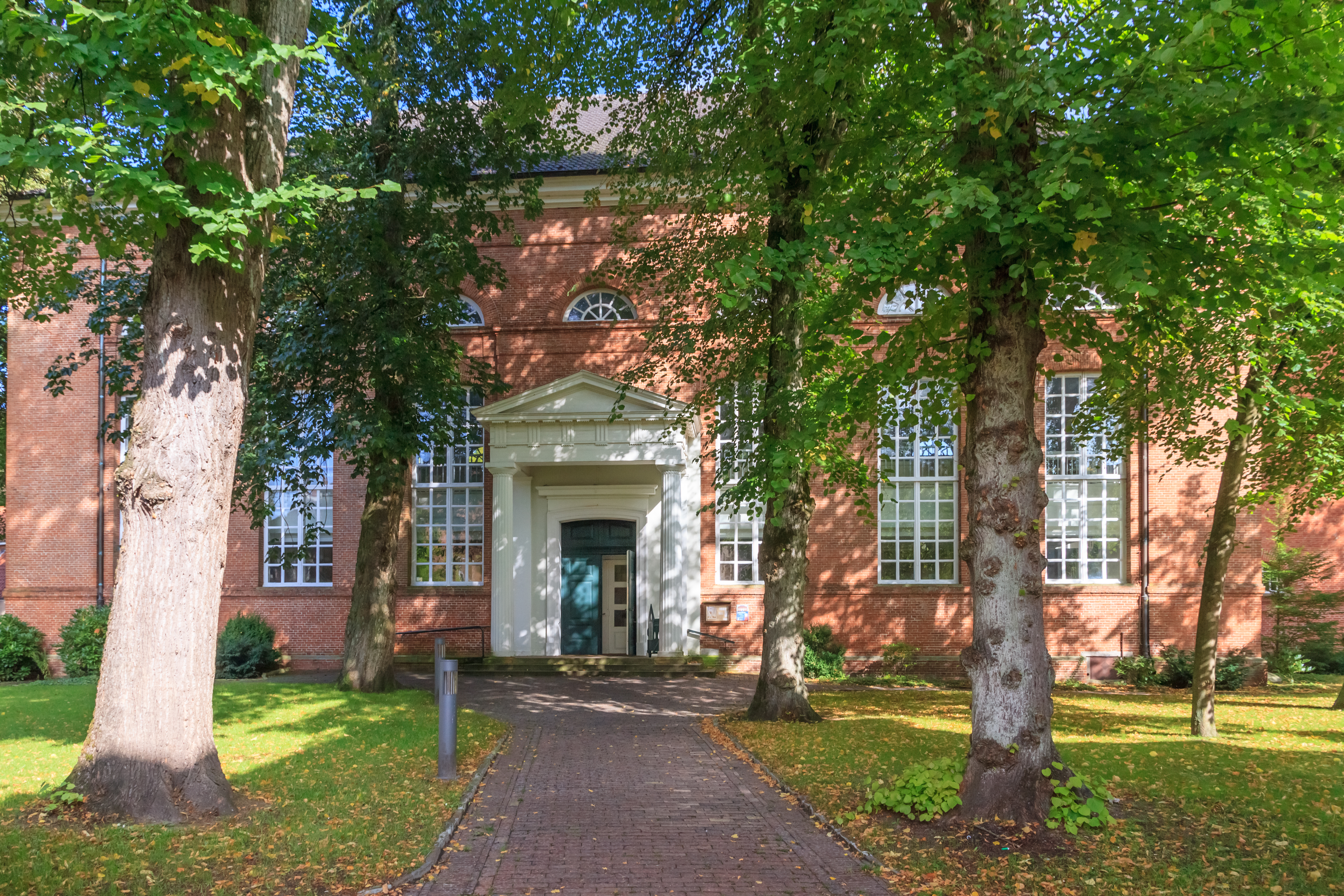
Eingang zur Lambertikirche

In der Stadt Aurich gibt es eine Vielzahl von Gebäuden, die unter Denkmalschutz stehen. 2007 ist Aurich in ein Städtebau-Förderungsprogramm des Landes Niedersachsen aufgenommen worden. Bis 2019 werden insgesamt rund 19 Millionen Euro in die Sanierung der Altstadt investiert, gemeinsam von Land und Kommune.
- Das Gebäude der Ostfriesischen Landschaft, erbaut 1898 bis 1901, beherbergt die Landschaftsbibliothek.
- Das kleine Pingelhus gilt als eines der Wahrzeichen der Stadt. Es steht in unmittelbarer Nachbarschaft zum Gebäude der Landschaft, ist aber älter. Es wurde um 1800 von dem Baumeister Conrad Bernhard Meyer erbaut. Das ursprünglich zweigeschossige Gebäude diente der Treckfahrtsgesellschaft als Hafenwärter- und Speditionsgebäude, als der Hafen noch dort lag, wo sich heute der Georgswall befindet. 1934 verschwand das untere Stockwerk im Rahmen der Zuschüttung des alten Hafens. Das Pingelhus hat seinen Namen vom Pingeln (plattdeutsch = Klingeln, Glockenläuten). Immer zehn Minuten vor Abfahrt des Fahrgastschiffes nach Emden wurde mit der Pingel ein Signal gegeben. Seit 1959 wird das Haus durch den Heimatverein Aurich genutzt, unter anderem für Hochzeiten und dergleichen (dabei wird heute noch gepingelt).
- Die Lambertikirche gilt ebenfalls als ein Wahrzeichen der Stadt. In ihrer heutigen Form zeigt sie sich seit 1835.
- Das Haus Hanstein an der Burgstraße 33 und ist das älteste noch erhaltene Haus der Stadt. Unweit entfernt stehen in Nr. 17 das Evertssche Haus und in Nr. 48 das Alte Bürgerhaus aus dem 17. Jahrhundert.
- Das Knodtsche Haus, ein Bürgerhaus im niederländischen Spätbarockstil, wurde um 1735 vom fürstlichen Hofbaumeister Heinrich Horst erbaut. Zunächst wurde es von Horst als eigenes Wohnhaus genutzt. In den Innenräumen sind erhalten gebliebene Deckenstuckaturen und einen Fayence-Ofen aus dem Jahr 1780 im Stile Louis XVI. zu sehen. Das Gebäude wurde später benannt nach dem langjährigen Eigentümer, einem Rechtsanwalt namens Knodt. Heute ist in dem Gebäude direkt am Auricher Marktplatz eine Gaststätte mit Biergarten untergebracht.

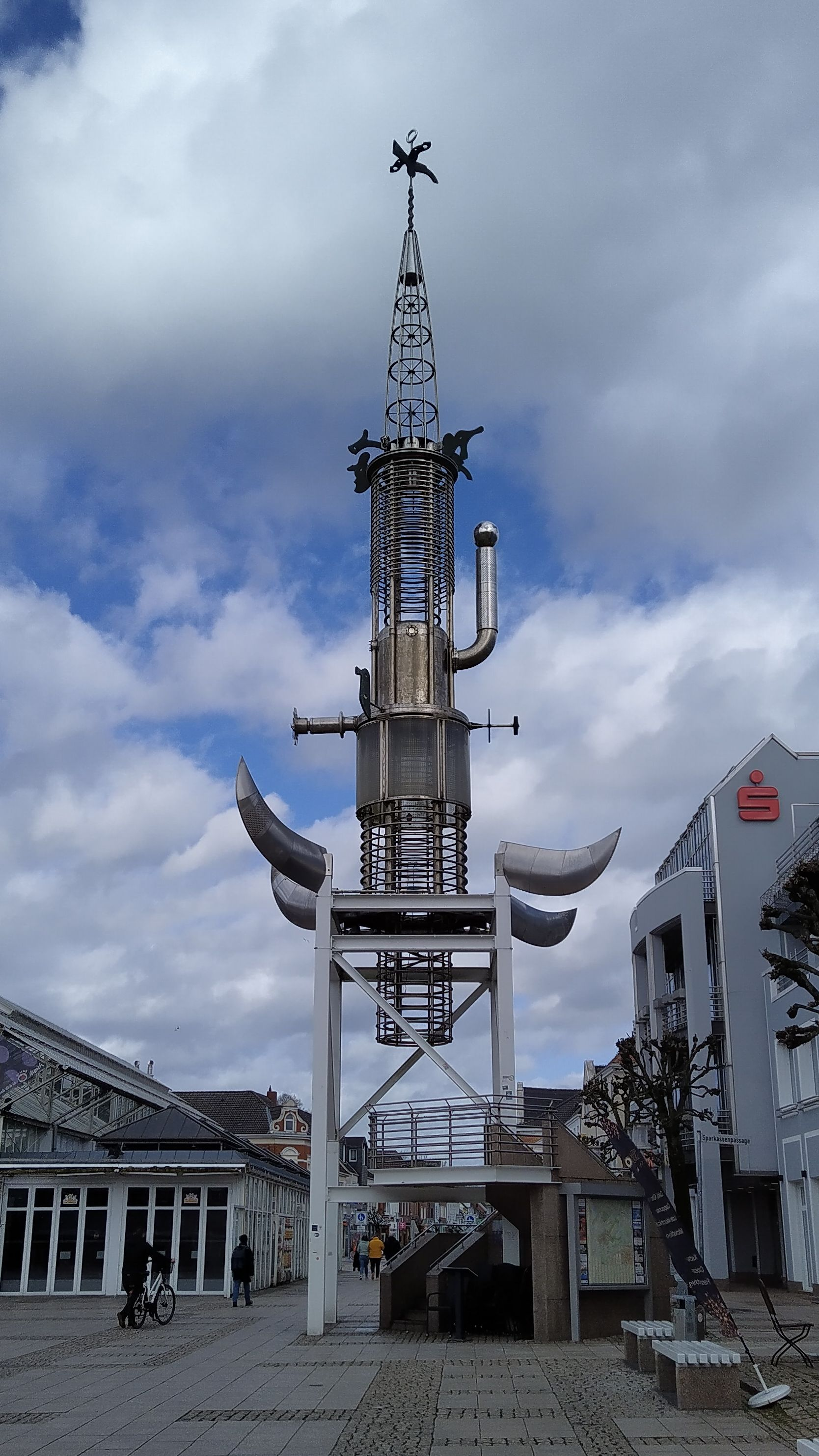
Sous-Turm auf dem Marktplatz

- Der Sous-Turm ist eine Großplastik am Marktplatz. Um dem großen Marktplatz eine Sehenswürdigkeit zu geben, beauftragte die Stadt Aurich den aus Würselen stammenden Künstler Albert Sous, eine Plastik zu entwerfen. 1990 wurde das Kunstobjekt, ein 25 Meter hoher Turm aus mit Plexiglas verkleidetem Stahlrohr aufgestellt. Die Baumaterialien waren im Wesentlichen Abfälle aus dem Forschungszentrum Jülich. Das Bauwerk war (und ist) umstritten. Am Turm selbst ist ein Schild angebracht, das auf die Auseinandersetzungen über den Sous-Turm eingeht. Zitiert wird darauf der Emder Publizist Henri Nannen mit den Worten: „Der Turm in Aurich ist anstößig, und Kunst muss Anstöße geben, also anstößig sein“. Der Turm soll verschiedene Zivilisationsstufen darstellen. Die Auricher nennen das Werk auch spöttisch Auricher Tauchsieder, futuristischer Schrotthaufen oder auch Weltraumpenis. Bei Besuchern und Gästen der Stadt ist es allerdings ein beliebtes Fotoobjekt.
- Der Auricher Schlossbezirk war die frühere Residenz der ostfriesischen Fürsten, später der hannöverschen und preußischen Verwaltungsspitze Ostfrieslands. Der älteste erhaltene Bau im Schlossbezirk ist der Marstall von 1588, das Hauptgebäude stammt aus den Jahren 1851 bis 1855 und ist im englischen Tudorstil gehalten. Weitere Gebäude gruppieren sich um einen begrünten Innenhof. Untergebracht sind in dem Gebäudekomplex das Landgericht, das Amtsgericht und das Niedersächsische Landesamt für Bezüge und Versorgung, Standort Aurich. Es ist geplant, dass der Turm des Schlosses für die Öffentlichkeit zugänglich gemacht wird, um einen Rundblick über Aurich zu ermöglichen.

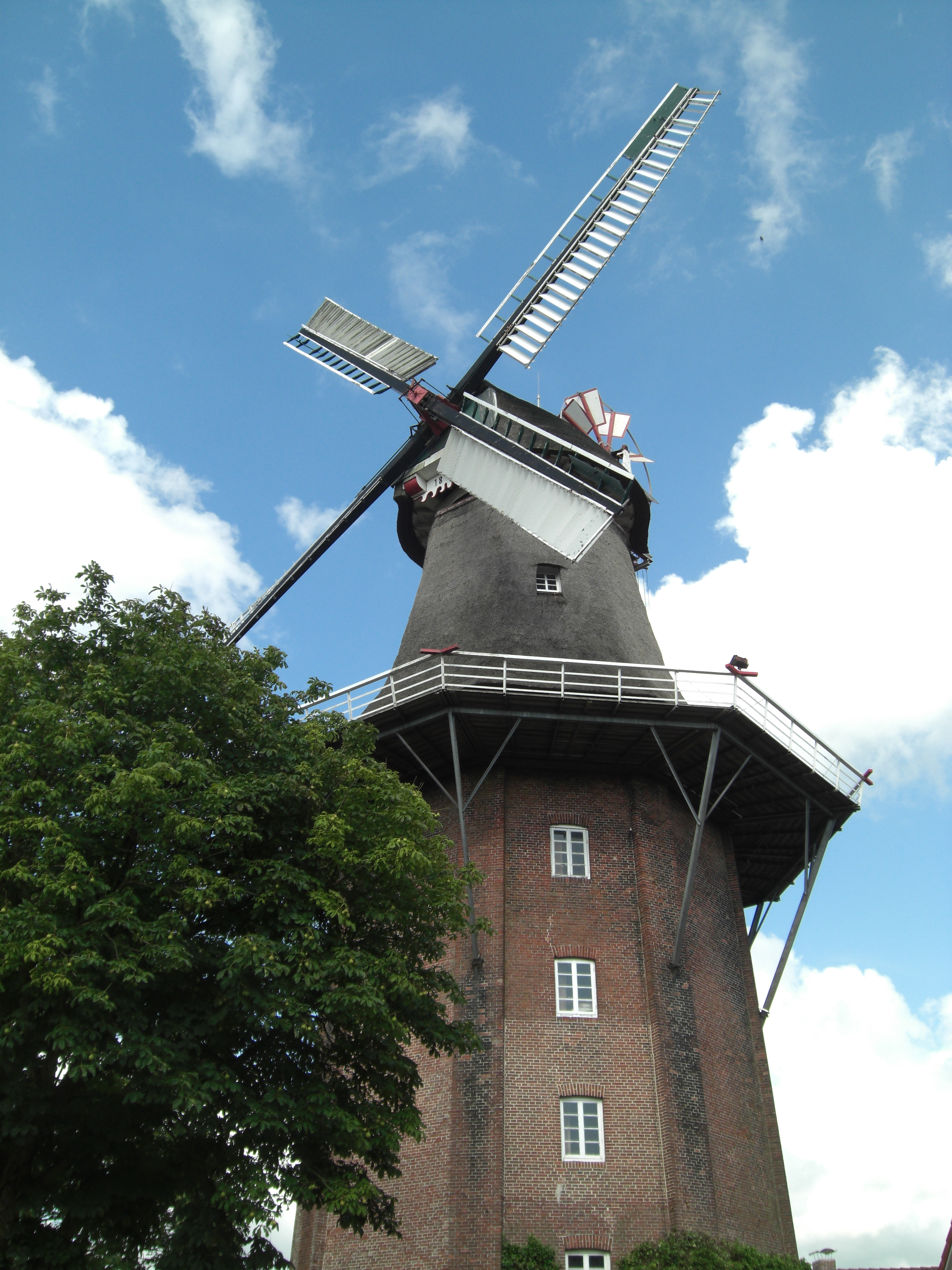
Stiftsmühle

- Die Stiftsmühle ist mit einer Gesamthöhe von 29,95 Metern Höhe nach der Windmühle in Hage die zweithöchste Mühle Ostfrieslands. Der Galerieholländer erstreckt sich über fünf Stockwerke und wurde aus rund 200.000 Ziegelsteinen gemauert. Ein Flügelpaar misst 24 Meter Länge. Die Mühle wurde 1858 erbaut. Anfang der 1930er-Jahre wurde sie vom Sethestift – daher die Bezeichnung Stiftsmühle – übernommen, das sie vor dem Abriss rettete. 1977 übernahm sie der Heimatverein Aurich, der aus dem Bauwerk ein Mühlenfachmuseum gemacht hat.[55]
- Meints Mühle im Auricher Ortsteil Tannenhausen gilt mit einer Höhe von etwa 6,5 Metern als der kleinste Erdholländer in Niedersachsen.[56]
- Das Mausoleum der Familie Cirksena ist ein neoromanischer Zehneckbau mit Kuppelgewölbe. Erbaut wurde er 1875/1876 vom Auricher Maurermeister Gerhard Neemann. Seit 1880 befindet sich im Mausoleum die Ruhestätte der Grafen- und Fürstenfamilie Cirksena von Ostfriesland. Das Kriegerdenkmal von 1877 vor dem Schloss ist das älteste im Stadtgebiet.
- Der Auricher Bahnhof wurde 1883 von der preußischen Staatsbahn für die Bahnstrecke in Richtung Emden eingeweiht. Im September 1967 wurde der Personenverkehr nach Aurich eingestellt. Seit 1995 beherbergt das ehemalige Bahnhofsgebäude Musik-Unterrichtsräume des benachbarten Gymnasiums Ulricianum.
- Das alte Wasserwerk wurde ab 1910 errichtet.
- Das ehemalige Staatshochbauamt wurde 1822 im klassizistischen Stil mit Dreiecksgiebel fertiggestellt.
- Das ehemalige Hotel Piqueurhof ist ein Bauwerk des Neoklassizismus, das nach einem Brand 1885 erneuert wurde.
- Die Großsteingräber beim Stadtteil Tannenhausen werden im Volksmund Botter, Brood un Kääs genannt.

Ausgewählte Sehenswürdigkeiten Aurichs:

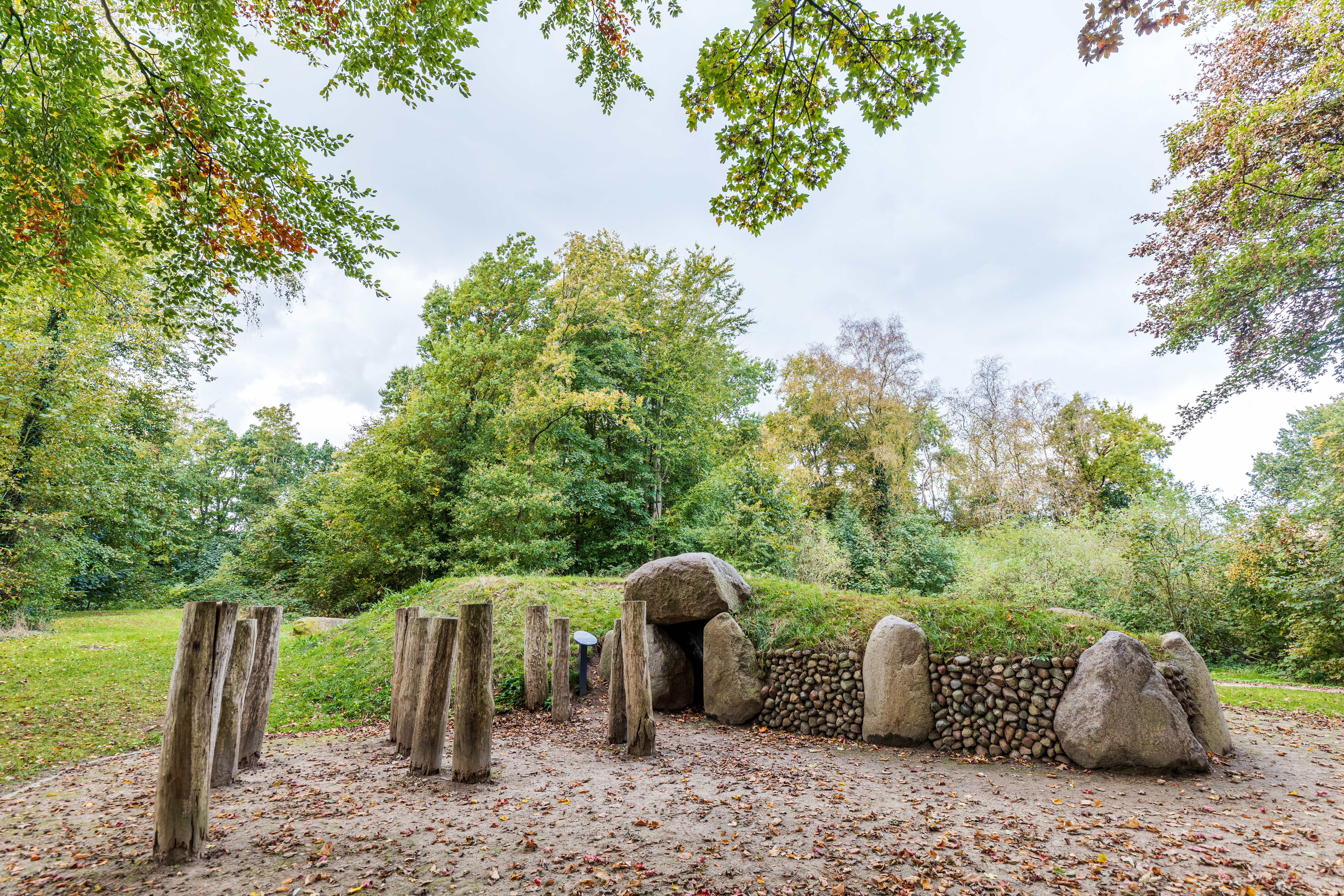
Rekonstruierter Grabhügel beim Großsteingrab Tannenhausen.
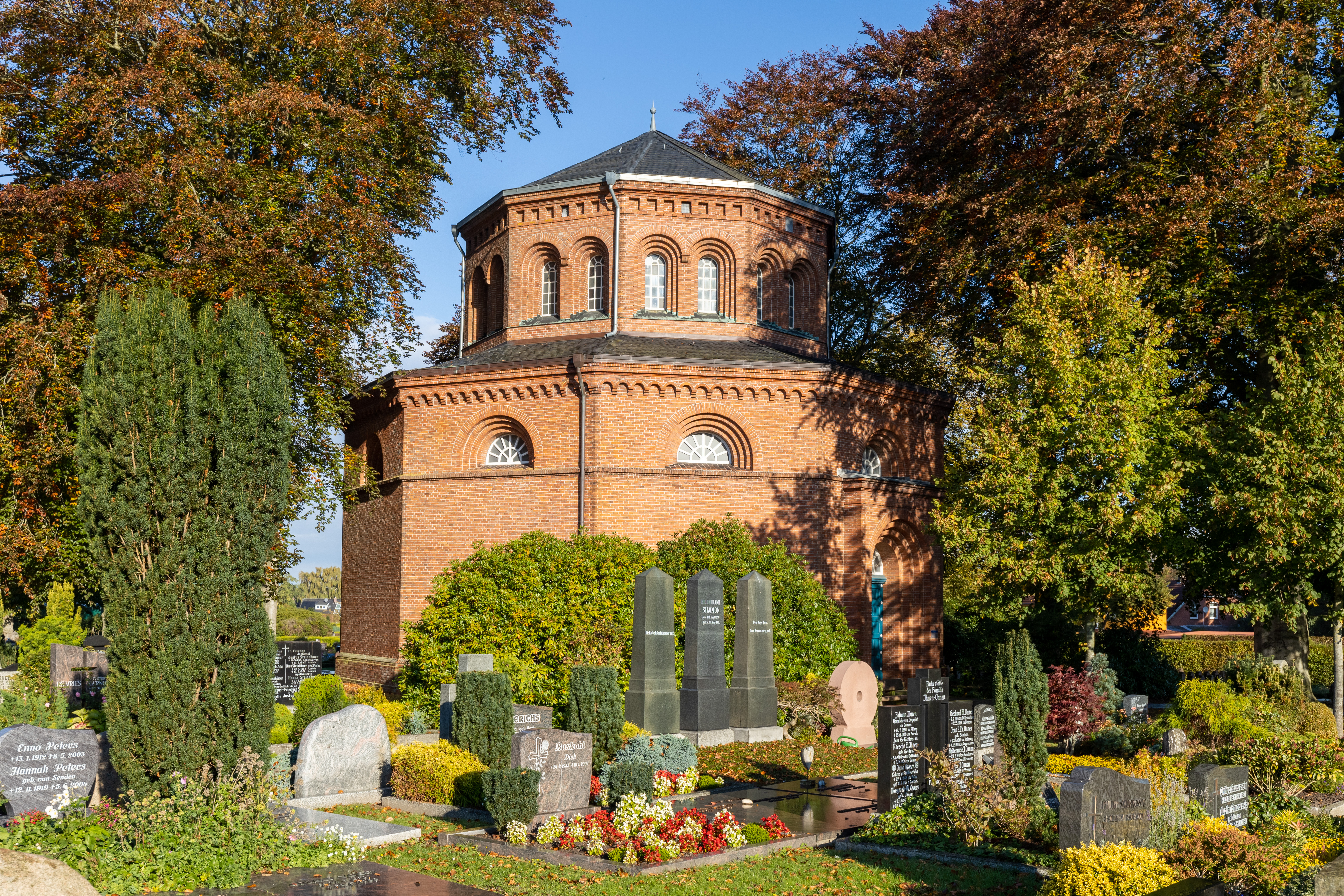
Mausoleum der Familie Cirksena
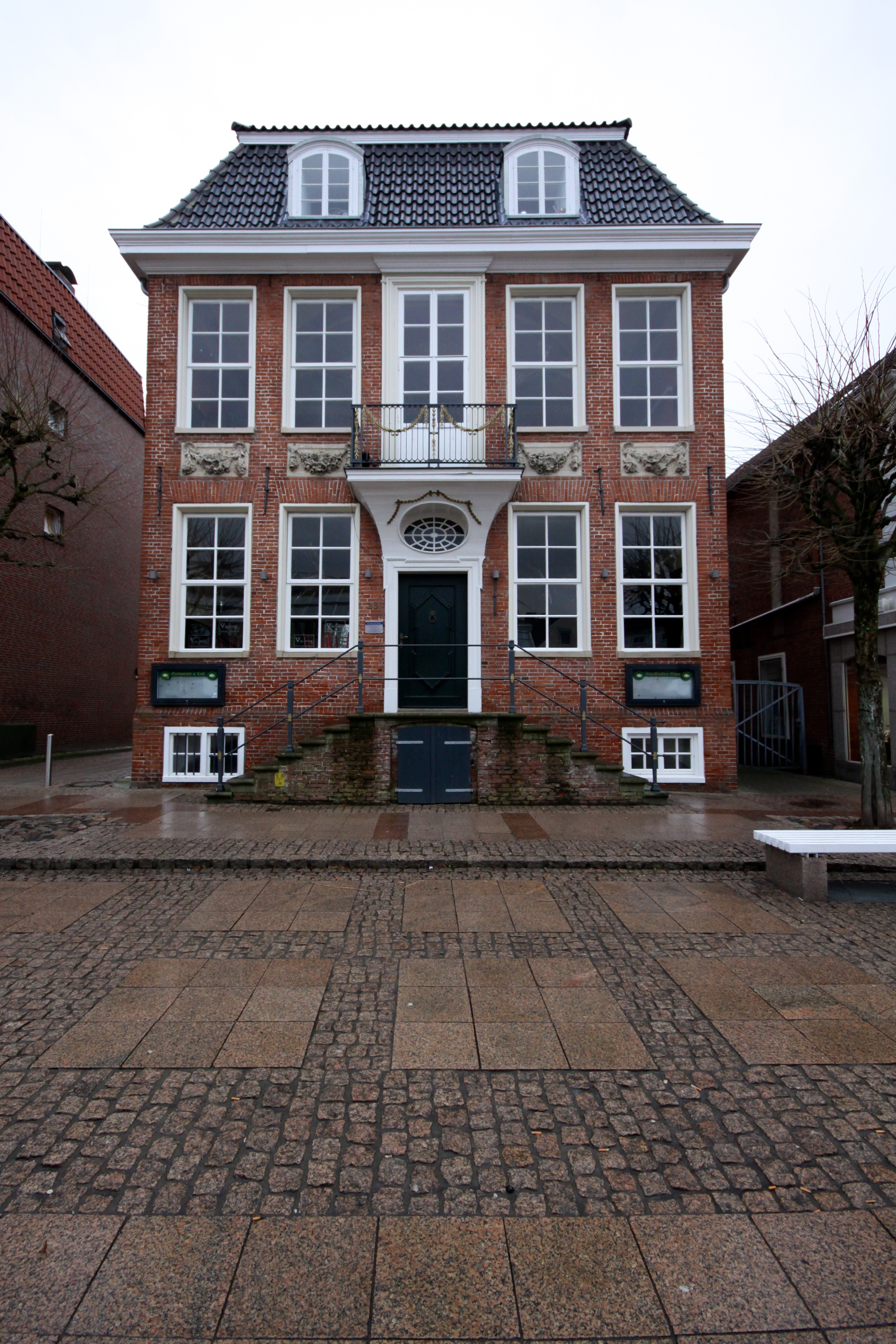
Knodtsches Haus
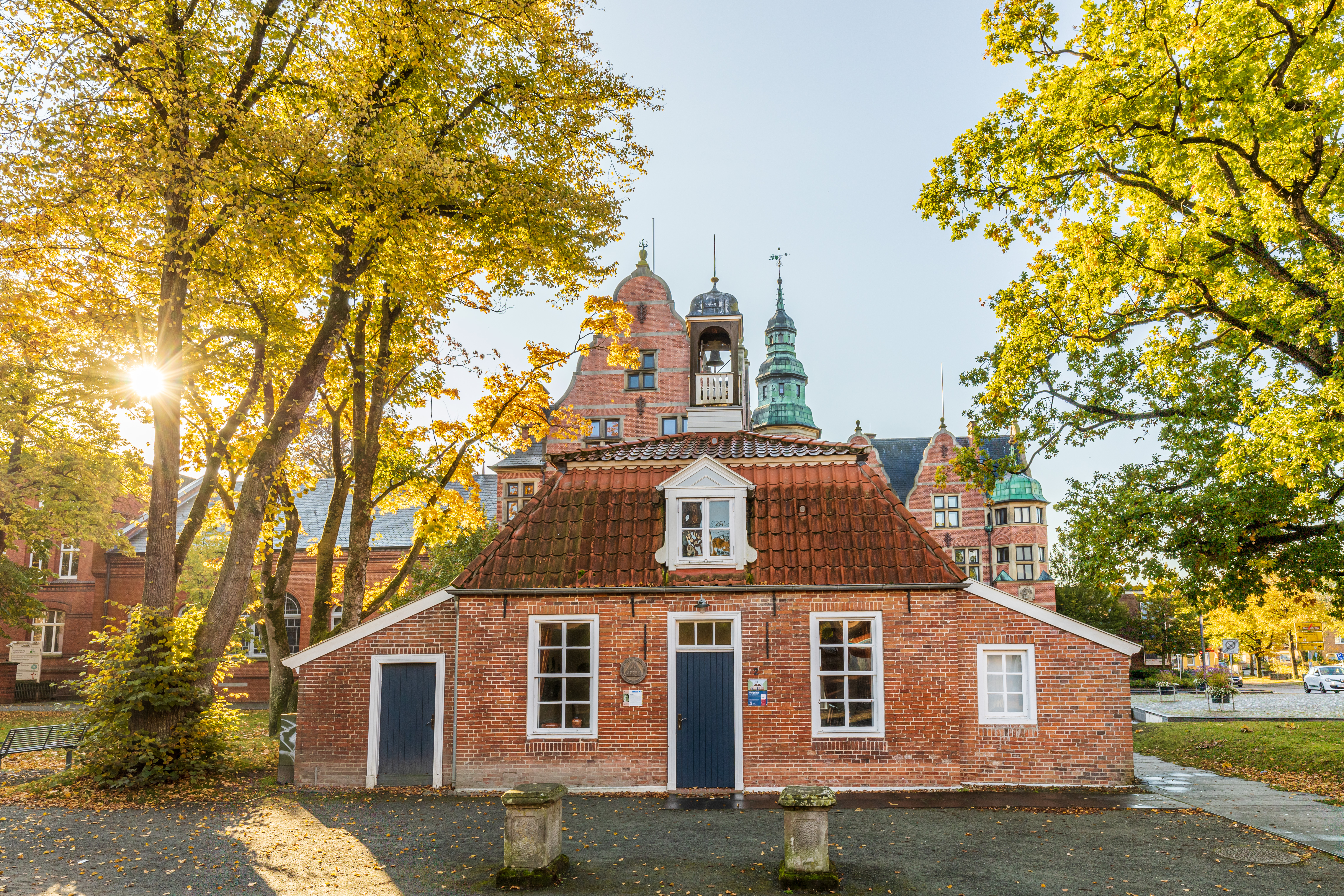
Pingelhus

### Vereine

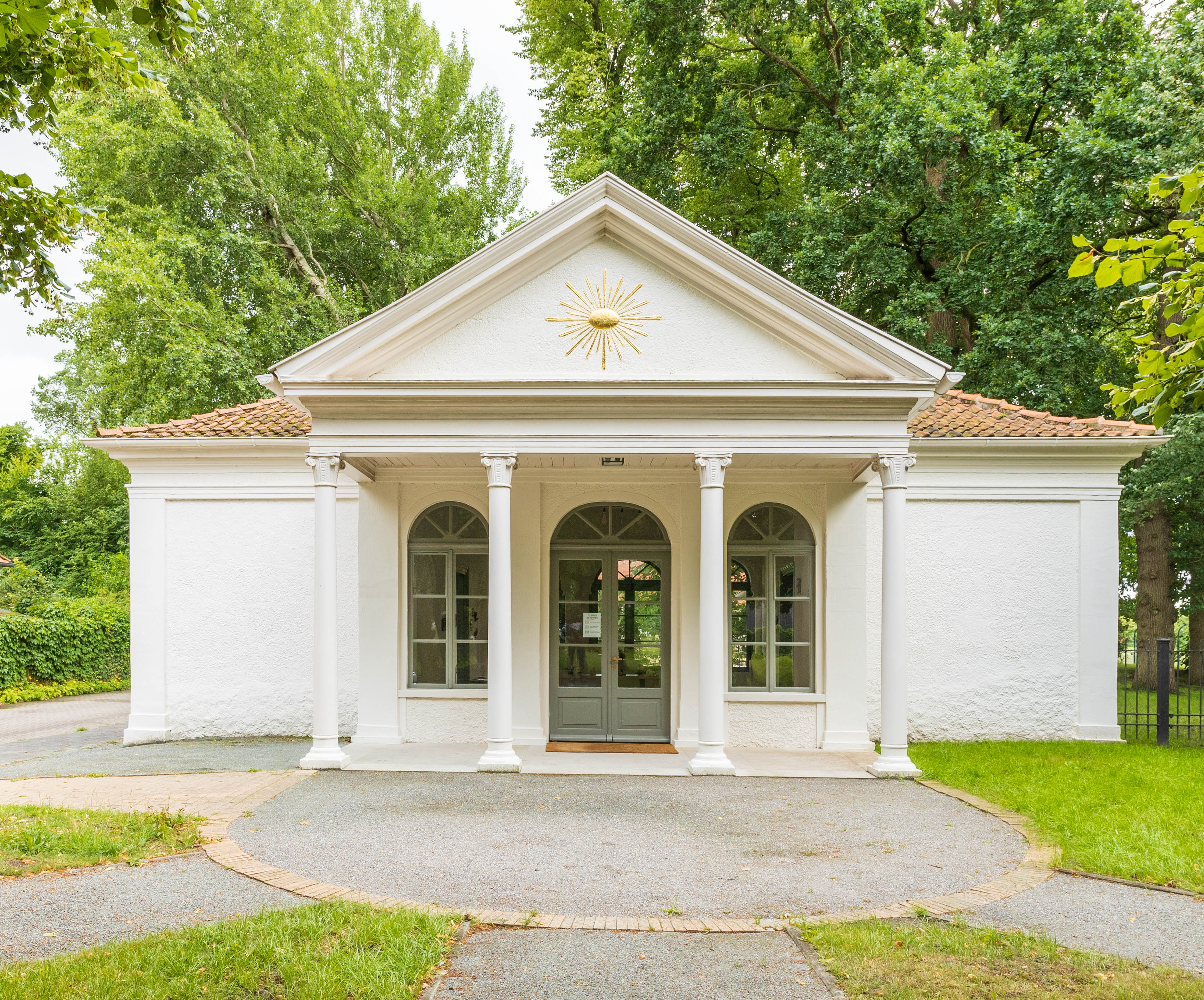
Kunstpavillon

Sportliches „Aushängeschild“ der Stadt ist der ehemalige Handball-Drittligist OHV Aurich, der seit der Saison 2018/2019 in der Oberliga-Nordsee spielt. Die Abkürzung OHV steht für Ostfriesischer Handballverein.
Größter Sportverein Aurichs und zweitgrößter Ostfrieslands (nach dem ISV Emden) ist der MTV Aurich. Als Großverein mit mehr als 2500 Mitgliedern ist der MTV Mitglied im Freiburger Kreis, in dem die mitgliederstärksten Sportvereine Deutschlands zusammengeschlossen sind. Neben vielen anderen Sportarten wird beim MTV Basketball und Volleyball angeboten. Die Fußballer der Sportvereinigung (SpVg) Aurich spielen in der Saison 2022/14 in der Bezirksliga Weser/Ems 1.
In mehreren Vereinen werden die Friesen-Sportarten Boßeln und Klootschießen betrieben.
Der Verein Playground betreibt in Aurich die nach eigenen Angaben größte reine Skateboarding-Halle Deutschlands mit einer Innenfläche von 3500 m². Die Halle selbst befindet sich im Besitz der Stadt.
Der Kunstverein Aurich, gegründet 1988, bietet vier bis sechs Kunstausstellungen oder Workshops pro Jahr im Kunstpavillon am Ellernfeld. Ausstellungen finden darüber hinaus regelmäßig im städtischen Rathaus und im Kreishaus, dem Sitz der Kreisverwaltung des Landkreises Aurich, statt.

### Regelmäßige Veranstaltungen
Die Auricher Filmklappe ist ein Kurzfilmwettbewerb für Schüler, der sich an alle Schulen Ostfrieslands richtet. Ziel ist es, Kindern und Jugendlichen eine Plattform zu bieten, ihre Bilder und Geschichten zu veröffentlichen. Die Preisverleihung findet alljährlich im Juni im Großen Saal des Auricher Kinos statt. Inzwischen gibt es zwölf lokale Filmklappen in Niedersachsen. Aus diesen ist Die Niedersachsen Filmklappe entstanden, die einmalig ist in Deutschland und von den Medienberatern Niedersachsens betrieben wird. Sie wurde zum ersten Mal im Oktober 2008 in der Stadthalle in Aurich verliehen und steht unter der Schirmherrschaft der Kultusministerin des Landes Niedersachsen. In Aurich liegt die Federführung beim Medienzentrum des Landkreises.
Alljährlich findet – zumeist im Juli – das Auricher Open-Air-Festival statt, das unter dem Namen Seaside-Festival firmiert. Seaside bezieht sich auf den Veranstaltungsort, das Mehrzweckgelände am Badesee im Stadtteil Tannenhausen. Alljährlich lockt das Festival mehrere Tausend Rock- und Metal-Freunde an.
Die Auricher Wissenschaftstage sind aus einem Projekt des Gymnasiums Ulricianum und der Berufsbildenden Schulen Aurich hervorgegangen. Schüler präsentieren dabei Ergebnisse ihrer Nachwuchs-Forschertätigkeiten. 2010 fanden sie zum 20. Mal statt. Es werden in jedem Jahr renommierte Referenten zu wechselnden Fachthemen eingeladen. Die Vorträge sind öffentlich.
An Veranstaltungsorten in Aurich findet in jedem Spätsommer eines oder mehrere Konzerte des Musikalischen Sommers in Ostfriesland und der Gezeitenkonzerte statt, Konzertreihen mit zumeist klassischer Musik.
Das Auricher Stadtfest wird im August in der Innenstadt gefeiert. Kunstausstellungen finden im Kunstpavillon auf dem Ellernfeld statt, zudem im Rathaus und gelegentlich im Kreishaus, dem Sitz der Kreisverwaltung.

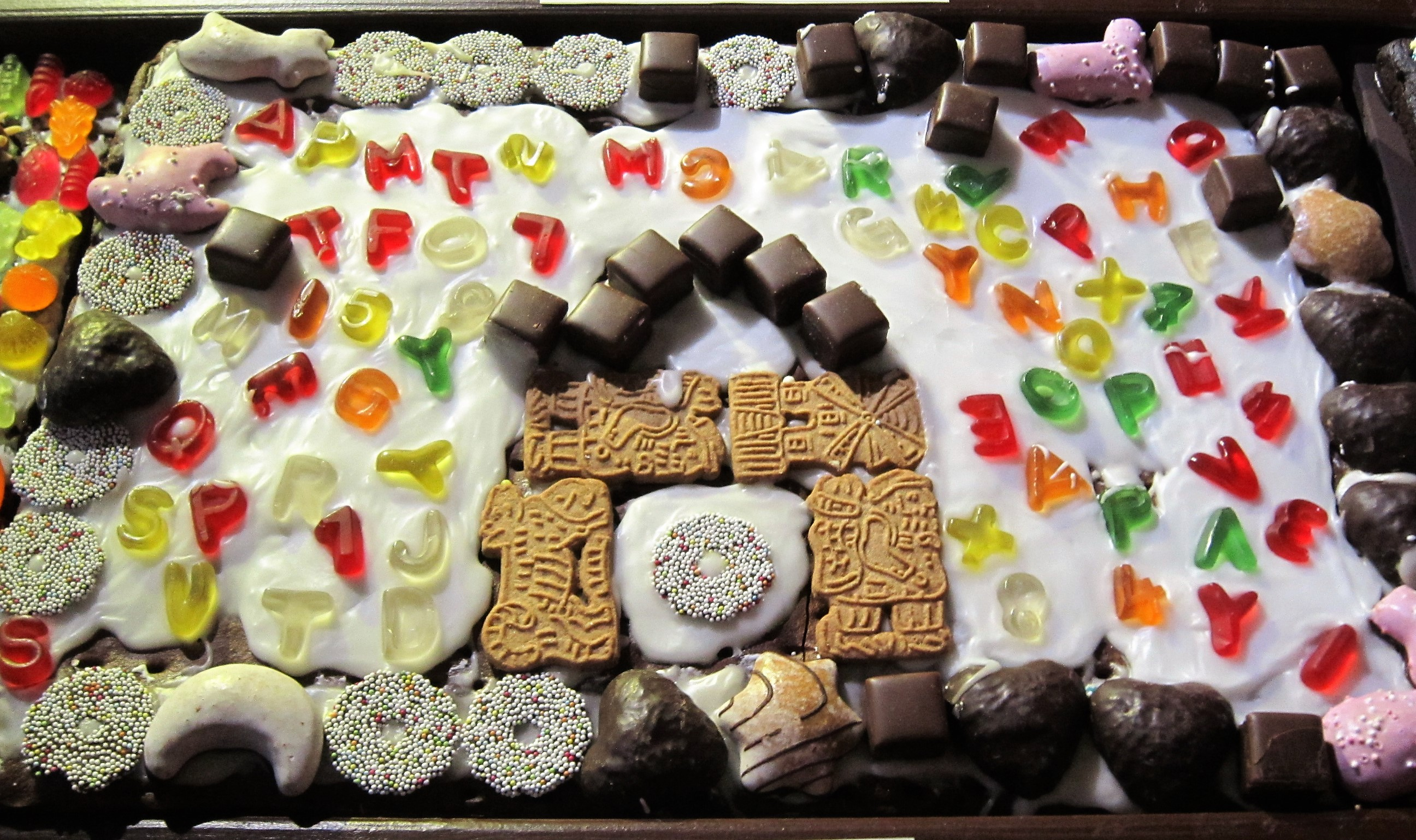
Collage weihnachtstypischer Leckereien am Auricher „Knusperhäuschen“

Zudem befindet sich neben dem Gymnasium Ulricianum seit Mai 2009 eine Multifunktionshalle, die den Sponsoring-Namen Sparkassen-Arena trägt. Dort finden nicht nur Sportveranstaltungen statt (vor allem die Spiele des Handballvereins OHV Aurich), sondern auch Messen und kulturelle Anlässe wie zum Beispiel Konzerte. Das Fassungsvermögen beträgt (unbestuhlt) maximal 3.000 Personen. Weiterer Veranstaltungsort für kulturelle Zwecke ist die Auricher Stadthalle. Hier finden zudem regelmäßig Aufführungen der Landesbühne Niedersachsen Nord statt.
Eine Besonderheit des alljährlich in der Vorweihnachtszeit stattfindenden Weihnachtsmarkts ist das „Knusperhäuschen“, das mit Gebäck-Collagen von Auricher Grundschülern geschmückt ist.

### Sprache und Namen

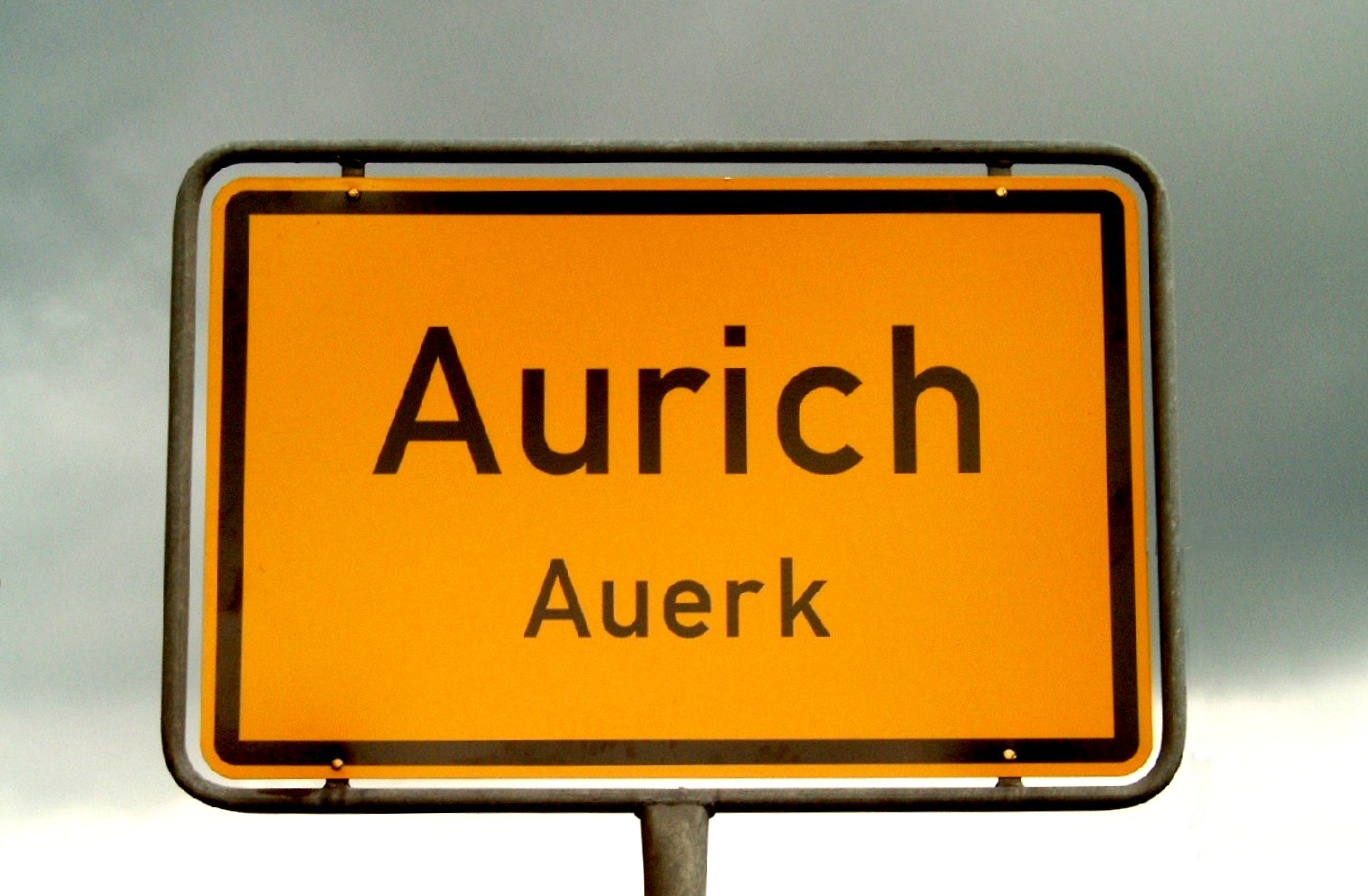
Ortsschild Aurich (Auerk)

In Aurich wird neben Hochdeutsch Ostfriesisches Platt gesprochen. Da in Aurich jedoch die Zahl der nicht in Ostfriesland geborenen und dementsprechend nicht mit dem Ostfriesischen Platt aufgewachsenen Personen höher ist als in den Umlandgemeinden, liegt der Anteil der Platt-Sprecher niedriger. Die Stadt hat vom Niedersächsischen Innenministerium das Recht erhalten, zweisprachige Ortseingangsschilder mit den Namen Aurich und Auerk aufzustellen.
Weitaus häufigster Name ist Janssen, wenn auch in verschiedenen Schreibweisen. Dieser findet sich im Auricher Telefonbuch allein 1158-mal. Auf Rang zwei folgt mit großem Abstand Meyer (475), gefolgt von Saathoff (471), Harms (432) und Hinrichs (380).

## Wirtschaft und Infrastruktur

### Branchen und Unternehmen

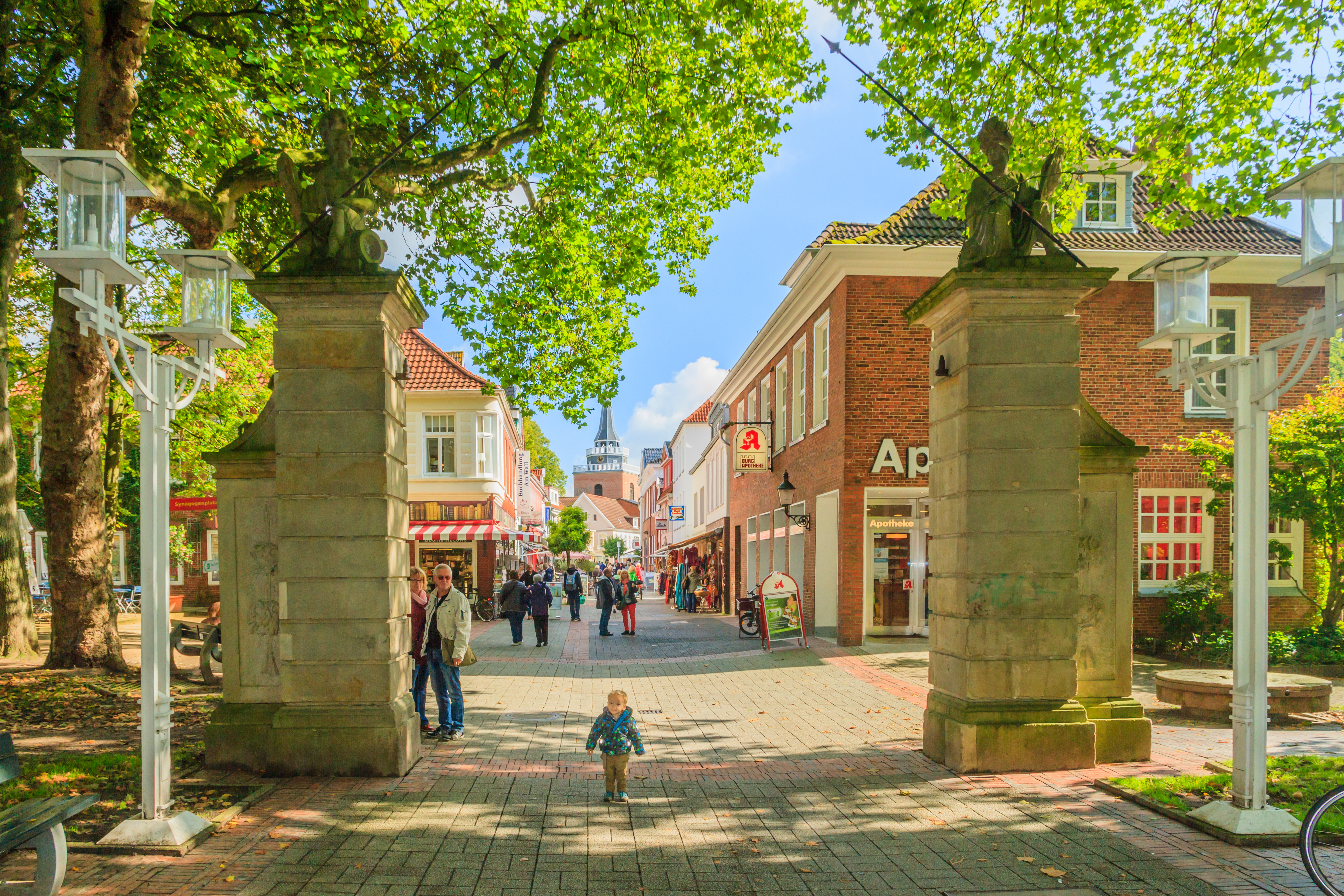
Fußgängerzone mit Lambertiturm

Aurich war wegen seiner vielen Behörden über Jahrhunderte der „Schreibtisch Ostfrieslands“. Die öffentliche Hand ist mit einer vierstelligen Zahl von Beschäftigten auch heute noch ein wichtiger Arbeitgeber. In Aurich entwickelte sich die Industrie nach dem Zweiten Weltkrieg zu einem signifikanten Wirtschaftsfaktor. Eine besondere Rolle nahm dabei der Windkraftsektor ein. Gegenwärtig (2022) sind  Energieknappheit, die Auswirkungen der Corona-Pandemie, Inflation und Fachkräftemangel die größten Herausforderungen für die lokale Wirtschaft.

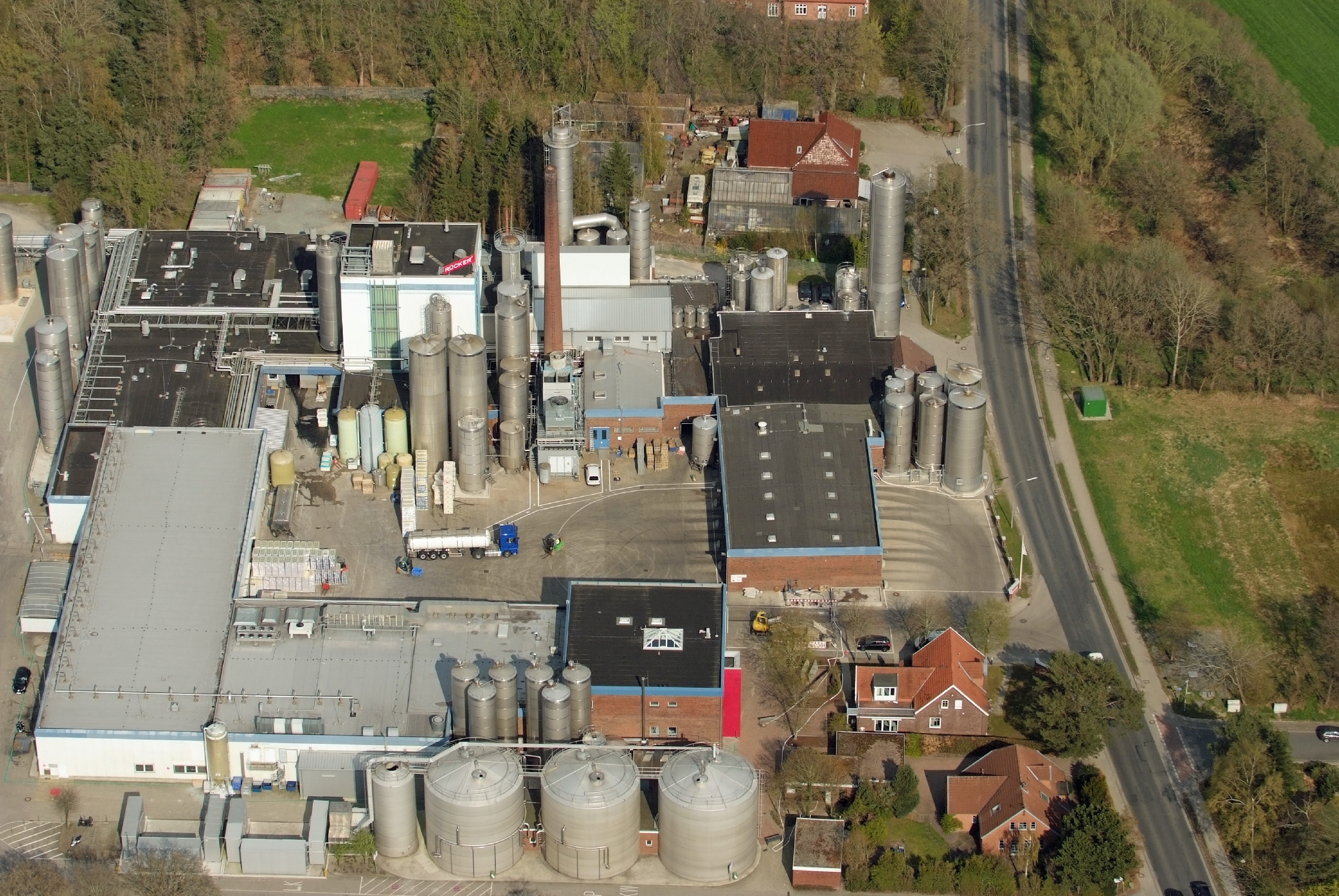
Molkerei Rücker

Die Elektrotechnik und der Maschinenbau zählen zu den industriellen Schwerpunkten Aurichs. Der Windenergieanlagen-Hersteller Enercon (mit einem Marktanteil von rund drei Prozent war die Gesellschaft im Jahr 2019 einer der größten Onshore-Windenergieanlagenhersteller weltweit. Auf dem deutschen Markt belegte der Windenergieanlagenhersteller seit den 1990er Jahren fast durchgehend den ersten Rang am. In Deutschland hatte Enercon 2020 mit 43 Prozent den größten Marktanteil (nach installierter Leistung), gefolgt vom Hersteller Vestas). 2022 rutschte Enercon  einer Studie zufolge jedoch auf Platz drei ab. Auf diesem Rang satbiliserte sich das Unternehmen, das in Aurich der wichtigste Arbeitgeber ist und der Stadtkasse zweistellige Millionenbeträge an Gewerbesteuereinnahmen bescherte; damit sind Stadt und Region Aurich (wie auch viele andere Gebietskörperschaften) in einer gewissen Abhängigkeit von einem einzelnen Unternehmen. Das zeigte sich besonders deutlich nach einem Einbruch der Gewerbesteuereinnahmen während der Krise der Windkraftbranche.
Die Firma WIMA (180 Mitarbeiter) mit einem ihrer Standorte in Aurich ist auf dem Gebiet der Folienkondensatoren Weltmarktführer. Dies ist für Unternehmen im Elektronikbauteilesektor mit Standort Deutschland eine Rarität. Das Elektrotechnik-Unternehmen Rolf Janssen (etwa 400 Mitarbeiter) hat sich unter anderem auf Kraftwerkstechnik und Schiffselektrik spezialisiert. Die Nahrungsmittelindustrie (unter anderem Molkerei Rücker GmbH) sowie der Stahl- und Metallbau sind ebenfalls in Aurich. Im Bereich Nahrungsmittel ist auch das Unternehmen Auricher Süßmost zu nennen, ein Hersteller von Apfelsaft. Der Betrieb wird von Obstbauern der Region und von Privatleuten mit Äpfeln beliefert und verarbeitet bis zu 4000 Tonnen Äpfel jährlich. Neben der Stadt Norden ist Aurich einer der Sitze der Sparkasse Aurich/Norden.
Die Nähe zur Küste begünstigt den Tourismus; er ist ein wichtiges Standbein der heimischen Wirtschaft. Erstmals verzeichnete Aurich 2010 mehr als 200.000 Übernachtungen. In den Coronajahren 2020 und 2021 waren es 149.400 bzw. 180.800 Übernachtungen. 2024 wurden 256.900 Übernachtungen gezählt. Zudem wird die Stadt oft von Tagestouristen besucht, die ihren Urlaub in Ostfriesland verbringen.
In den 2010er Jahren haben sich die größte Skatehalle Deutschlands sowie eine Boulderhalle Kluntje zum Sportklettern angesiedelt. Am Badesee Tannenhausen kann man sich von einer kreisförmigen und für Anfänger geeigneten Liftanlage (Northbound) auf Stand- oder Liege-Wakeboard sowie Wasserski über das Wasser oder 10 Hindernisse ziehen lassen. Unmittelbar daneben im See existiert ein Freibad und fußläufig erreichbare Ferienwohnungen. Alle Einrichtungen bieten Kurse und Ausleihe von benötigtem Zubehör für Tagesgäste an.
Aurich hat – begünstigt durch seine zentrale Lage innerhalb Ostfrieslands – eine herausgehobene Funktion im regionalen Einzelhandel. Die Einzelhandelszentralität lag 2007 bei 153 Prozent.
387 Einzelhandelsgeschäfte mit zusammen etwa 121.000 Quadratmetern Verkaufsfläche generierten 2007 einen Jahresumsatz von gut 325 Millionen Euro. 2015 lag die Einzelhandelszentralität bei 115 Prozent. Seinerzeit gab es 326 Einzelhandelsbetriebe, die auf einer Verkaufsfläche von 128.325 m² einen Umsatz in Höhe von 304,1 Millionen Euro erwirtschafteten. Auch 2024 blieb die Einzelhandelszentralität hoch.
Dienstleistungsunternehmen haben einen Anteil von rund 40 Prozent an der Bruttowertschöpfung. Weitere 35 Prozent entfallen auf das verarbeitende Gewerbe. Der Handel hat einen Anteil von 15 Prozent. Die restlichen 10 Prozent der Bruttowertschöpfung entfallen auf die Landwirtschaft, die in den ausgedehnten Außenbereichen der Stadt eine wichtige Rolle spielt. In Aurich ist der Umschlagplatz des Vereins Ostfriesischer Stammviehzüchter (VOSt), einer eingetragenen Genossenschaft zum Absatz von Milchvieh. Die Viehhallen liegen im Gewerbegebiet in Schirum im Süden der Stadt. Ökologische Landwirtschaft (Ackerbau und/oder Tierhaltung) praktizieren einzelne Landwirte.

### Verkehr

#### Straßenverkehr

Verkehrsachsen in Ostfriesland: Das zentral gelegene Aurich ist Knotenpunkt im ostfriesischen Straßennetz.

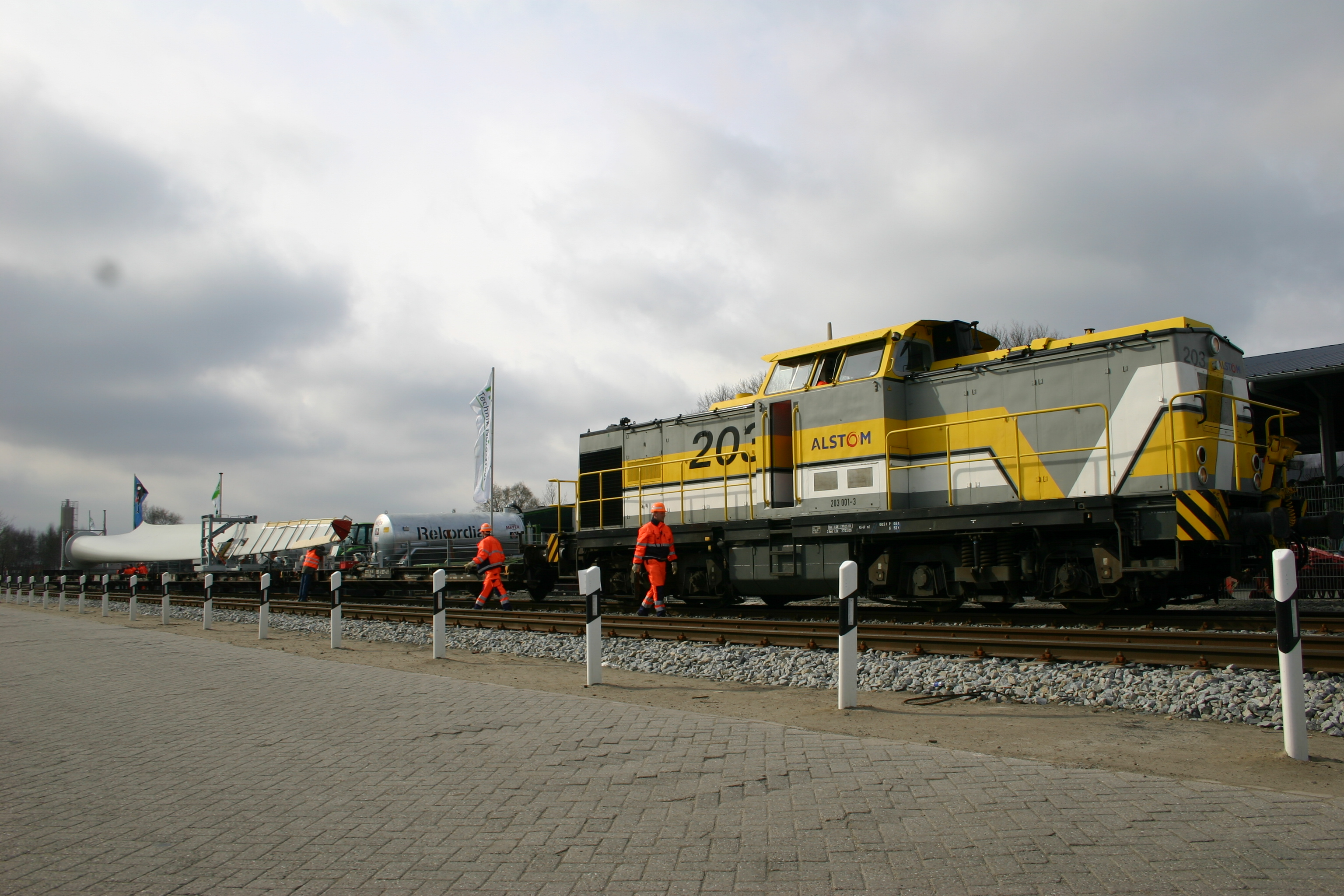
Bahnverladung von Windenergieanlagen von Enercon im Industriegebiet Aurich-Nord

Durch die Stadt Aurich verlaufen die Bundesstraßen 210 (Emden–Wilhelmshaven) und 72 (Norddeich–Schneiderkrug im Landkreis Cloppenburg), die zwischen Georgsheil und Aurich über dieselbe Trasse geführt werden. Aurich wurde bisher nicht an das Autobahnnetz angeschlossen. Ein möglicher Zubringer und zugleich eine Ortsumgehung Aurichs, die B 210n von der Anschlussstelle Riepe an der A 31 um Aurich herum bis zur B 210 in Richtung Wittmund, ist in Planung. Das Vorhaben ist aufgrund der Eingriffe in die Landschaft aber umstritten. Eine Bürgerinitiative hat sich mit dem Ziel gegründet, die sogenannte B 210 neu zu verhindern. 2025 beginnt das Planfeststellungsverfahren.
Die Auricher Ausfallstraßen zählen zu den am stärksten belasteten Bundes- und Landesstraßen Ostfrieslands. An der B 72 in Aurich-Extum wurden 2005 recht genau 28.000 Fahrzeuge gezählt, was diesen Abschnitt zum am stärksten befahrenen unter den ostfriesischen Bundesstraßen macht. Der östliche Teil des Auricher Innenstadtrings (ebenfalls B 72) wurde von fast 26.300 Fahrzeuge befahren. Darunter waren knapp 1400 Lastkraftwagen, was den höchsten Wert für den Schwerverkehr auf Ostfrieslands Bundesstraßen darstellt. Hintergrund ist die Tatsache, dass das Industriegebiet Sandhorst, in dem unter anderem Enercon produziert, im Norden der Stadt liegt, während sich die Absatzgebiete fast ausnahmslos südlich der Stadt befinden. Auf der Esenser Straße (B 210), der Ausfallstraße in Richtung Wittmund/Wilhelmshaven, fuhren täglich im Durchschnitt etwa 23.000 Fahrzeuge. Die Landesstraße 34, die einen Teil des Landkreises Wittmund und die östlichen Auricher Stadtteile an die Innenstadt anschließen, wurden von knapp 14.400 Fahrzeugen täglich befahren, was den höchsten Wert unter den Landesstraßen Ostfrieslands darstellt. Neben den genannten Straßen führen noch drei weitere Landesstraßen aus Aurich heraus: die L 1 nach Süden in Richtung Riepe mit dem dortigen Autobahnanschluss an die A 31, die L 7 in Richtung Norden nach Dornum und die L 14 vom südlichen Auricher Stadtteil Schirum nach Neermoor mit Zugang zur gleichnamigen Anschlussstelle an die A 31.

#### Eisenbahnverkehr
Die nächstgelegenen Bahnhöfe im Personenverkehr befinden sich in Marienhafe und in Emden.
Am 14. Juni 1883 fand in Norden die feierliche Eröffnung der Küstenbahn zwischen Emden und Wittmund statt, zu der die Bahnstrecke Abelitz–Aurich bahntechnisch als Nebenbahn gehörte. Sie wurde am 15. Juni 1883 in Betrieb genommen. Der Personenverkehr auf der Strecke wurde 1967 eingestellt. Seitdem wird der Personenverkehr mit Omnibussen durchgeführt. Der letzte Güterzug vor der Reaktivierung fuhr 1996. Eine Machbarkeitsstudie untersucht die Fortführung der Bahnstrecke nach Wittmund, wo ein Anschluss in Richtung Oldenburg und Wilhelmshaven besteht. Damit ist Aurich 2024 nach Bergkamen und Monheim am Rhein die drittgrößte deutsche Stadt ohne Schienenpersonenverkehr.
Die Bahnstrecke von Aurich trifft in Abelitz auf die Bahnstrecke Rheine–Norddeich Mole in Richtung Emden und Norddeich und folgt bis zur Ortschaft Georgsheil weitestgehend dem Verlauf der Bundesstraße 210. Der teilweise sehr nahe am Straßenrand verlaufende Bahnkörper wird in dichter Folge von zahlreichen unbeschrankten Bahnübergängen überquert, die überwiegend als Zuwegung zu den an der Strecke liegenden Wohngrundstücken und landwirtschaftlichen Nutzflächen dienen. Dieses hat zur Folge, dass höhere Reisegeschwindigkeiten angesichts der gegenwärtigen Streckensituation kaum zu realisieren sind.

#### Kreisbahn Aurich
Ab dem Jahr 1899 begann in Aurich zudem ein Streckenast der Kreisbahn Aurich, die die Städte Leer, Aurich, Esens und Wittmund und den Küstenort Bensersiel auf Meterspur verband und vornehmlich dem Güterverkehr sowie in geringerem Umfang dem Personentransport diente. Teile der alten und 1967 abgebauten Bahnstrecke sind heute Radwege.

#### Güterverkehr
An das Bahnnetz der Deutschen Bahn ist Aurich seit 2008 für den Güterverkehr wieder offiziell angeschlossen. Am 4. April 2008 eröffnete der damalige niedersächsische Ministerpräsident Christian Wulff die Bahnstrecke Abelitz–Aurich, die seit 1996 stillgelegt war. Die Strecke zwischen Aurich und Abelitz wird von der Eisenbahninfrastrukturgesellschaft Aurich-Emden mbH (EAE) betrieben. Der Windenergieanlagen-Hersteller Enercon war die treibende Kraft hinter dem Ausbau und hat deswegen die Eisenbahngesellschaft Ostfriesland Oldenburg (e.g.o.o.) übernommen. Am 14. April 2008 fuhr der erste Güterzug vom Industriegebiet Nord in Aurich in den Emder Hafen, wo Enercon seine Anlagen verschiffen lässt. Inzwischen fährt die e.g.o.o. werktäglich einen Güterzug mit Lademaßüberschreitung, der Komponenten für Windenergieanlagen transportiert.

#### Planungen im Personenverkehr
Eine Wiederaufnahme des regelmäßigen Personenverkehrs wurde 2014 durch das Land Niedersachsen untersucht, wegen eines negativen Kosten-Nutzen-Verhältnisses aber 2015 verworfen. Darüber hinaus wird über den Bau eines Bahnsteigs für Sonderfahrten zu bestimmten Anlässen sowie mit der Museumseisenbahn Küstenbahn Ostfriesland nachgedacht. 2025 gab das Land Niedersachsen bekannt, die Reaktivierung der Bahnstrecke zwischen Aurich und Abelitz (und dann weiter bis Emden) sei „wirtschaftlich machbar“. Sie erfülle die Förderbedingungen für Investitionszuschüsse vom Bund. Diese sind notwendig, um alte Bahnstrecken für den Personenverkehr zu ertüchtigen.

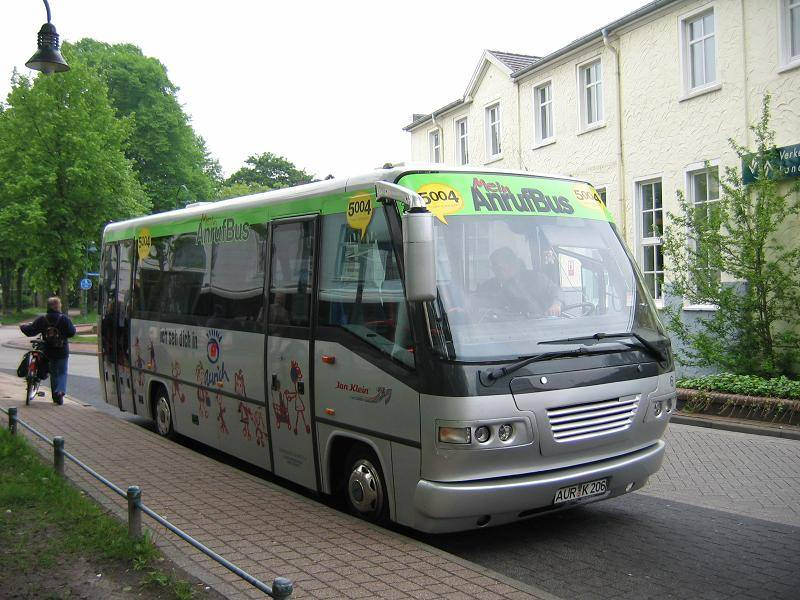
Anrufbus am Auricher ZOB

#### Busverkehr
Der öffentliche Personennahverkehr wird unter anderem durch den PlusBus des Verkehrsverbund Ems-Jade erbracht. Es gibt ab Aurich Verbindungen in die Umgegend, unter anderem nach Riepe, Emden, Ihlow, Fahne und Simonswolde. Von besonderer Wichtigkeit sind die Verbindungen, die in die umliegenden Städte mit Personenbahnhöfen führen, vor allem die nach Emden und Leer. Innerhalb Aurichs gibt es inzwischen keine Stadtbuslinien mehr. Der Busverkehr innerhalb der Stadt wird – zusätzlich zu den Haltestellen an den Überlandlinien – durch Anrufbusse sichergestellt. Dazu werden Kleinbusse oder Taxis eingesetzt.

#### Kanäle
Der 1880 bis 1888 erbauten Ems-Jade-Kanal verbindet Aurich auf dem Wasserweg mit Emden und Wilhelmshaven. Dieser Kanal mit einer Gesamtlänge von 72,3 Kilometer hat inzwischen fast ausschließlich Bedeutung für die Sportschifffahrt. Um 2008 wurde in der regionalen Politik diskutiert, den Ems-Jade-Kanal auszubauen, um so eine leistungsfähige Verbindung zwischen dem JadeWeserPort in Wilhelmshaven mit Aurich und Emden zu schaffen, was aber bis 2025 nicht weiter vorangetrieben wurde. Dies würde Wilhelmshaven nicht nur mit Emden, sondern über die Ems und den Dortmund-Ems-Kanal auch mit dem Mittellandkanal und dem Ruhrgebiet verbinden. Die Wasserverbindung zwischen Aurich und Emden ist jedoch bereits älter: Das Treckfahrtstief wurde in den Jahren 1798/1799 angelegt und verband seitdem die beiden Städte auf dem Wasserweg. Beim Bau des Ems-Jade-Kanals wurden Teile des Tiefs integriert.

#### Flugverkehr
Die nächstgelegenen zivilen Flugplätze finden sich in Leer, Norddeich und Emden. Nächstgelegener internationaler Verkehrsflughafen ist der Flughafen Bremen. In Brockzetel liegt das Segelfluggelände Brockzetel.

### Medien
In Aurich sind die Ostfriesischen Nachrichten ansässig, eine eigenständige Tageszeitung für den Altkreis Aurich. Außerdem liegt die Stadt im Verbreitungsgebiet der Ostfriesen-Zeitung und ist Sitz der Bezirksredaktion für Aurich und Wittmund. Ein zweimal pro Woche erscheinendes Anzeigenblatt ist das Heimatblatt/Sonntagsblatt, das zur Emder Zeitung gehört. Monatlich erscheint die Auricher Bürgerzeitung. Daneben ist in Aurich eines der drei Studios des Bürgerrundfunksenders Radio Ostfriesland beheimatet.
Im Ortsteil Popens betreibt der Norddeutsche Rundfunk den Grundnetzsender Ostfriesland für TV (DVB-T) und Radio (DAB, UKW-Rundfunk). Als Antennenträger kommt ein 227 m hoher, abgespannter Stahlrohrmast zum Einsatz, der damit das sechsthöchste Bauwerk Ostfrieslands ist – nach fünf auf dem Gebiet der Gemeinde Ostrhauderfehn stehenden Antennen des Längstwellensenders DHO38 der Marine.

### Öffentliche Einrichtungen

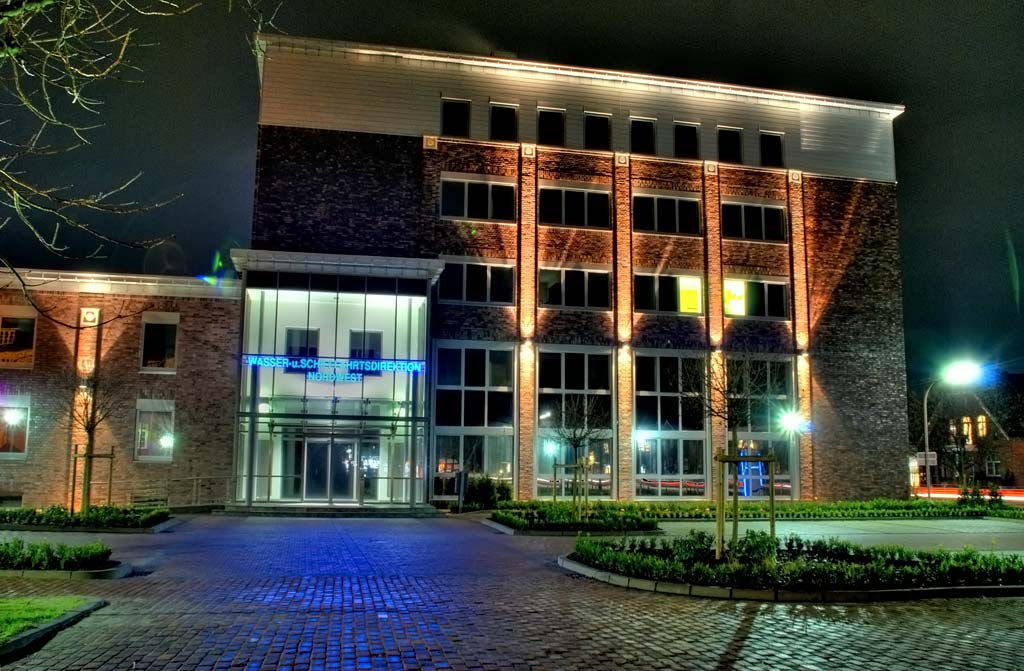
Bundesanstalt für Verwaltungsdienstleistungen vormals Gebäude der Wasser- und Schifffahrtsdirektion Nordwest

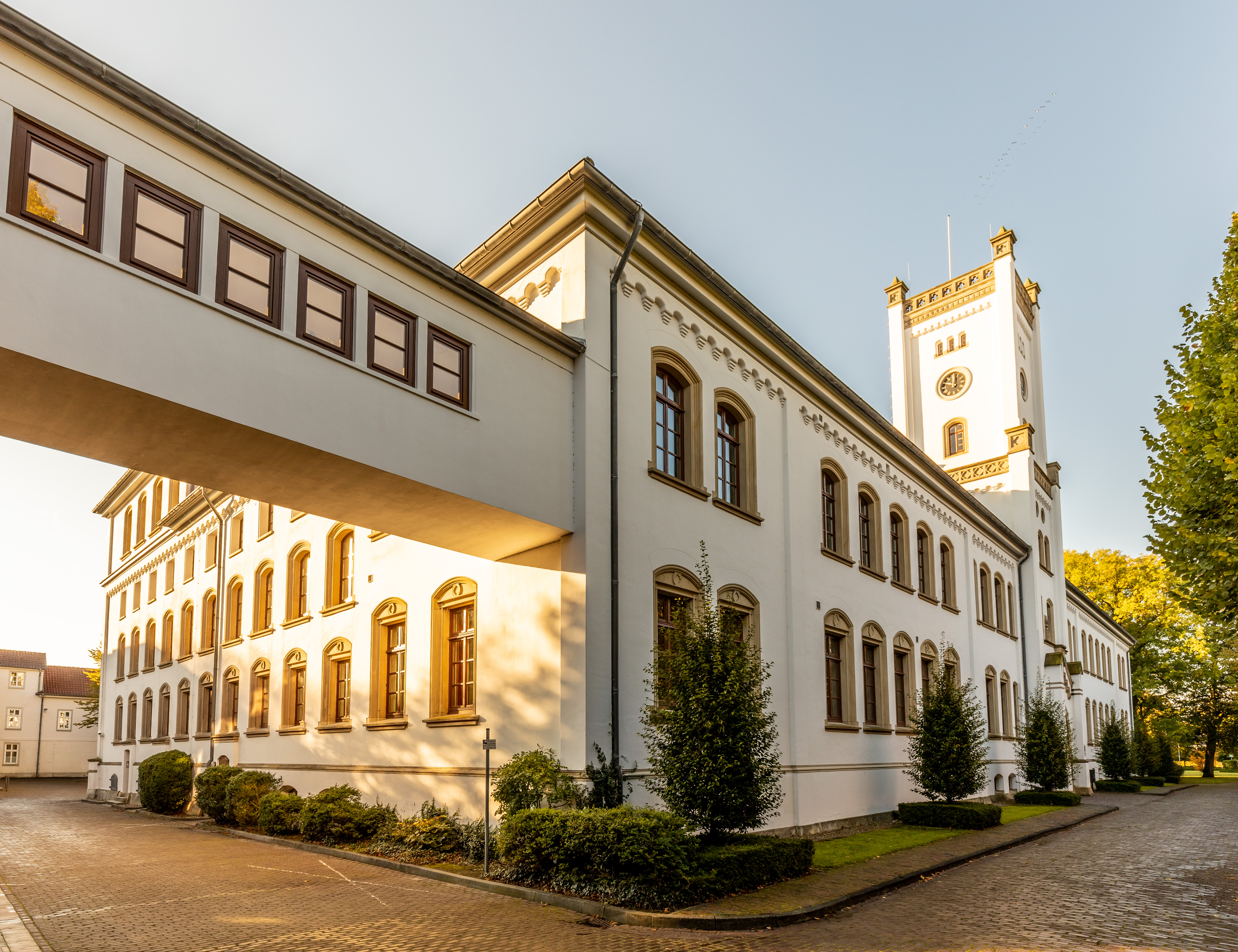
Im Schlossbezirk sind das Landgericht, das Amtsgericht und das Niedersächsische Landesamt für Bezüge und Versorgung – Standort Aurich – untergebracht

Als ehemalige Residenzstadt des ostfriesischen Fürstenhauses hat Aurich eine lange Tradition als Verwaltungsstandort. Neben der Stadtverwaltung und der Kreisverwaltung des Landkreises Aurich sind in der Stadt noch eine ganze Reihe weiterer Behörden und sonstiger Körperschaften des öffentlichen Rechts beheimatet.

#### Justizbehörden
Das Landgericht Aurich ist zuständig für den Raum Ostfriesland, also die Stadt Emden sowie die Landkreise Aurich, Leer und Wittmund. Die jeweiligen Vorinstanzen, also die „zugehörigen“ Amtsgerichte, befinden sich in den Städten Aurich, Emden, Leer, Norden und Wittmund. Die Staatsanwaltschaft Aurich ist ebenfalls für den Raum Ostfriesland zuständig. Die Justizvollzugsanstalt in Aurich wurde 2014 nach 114 Jahren geschlossen. Aurich ist außerdem Sitz eines Sozialgerichts. Im ostfriesischen Justizwesen sind etwa 750 Personen beschäftigt, der Großteil davon in Aurich. Allein am Landgericht arbeiten 60 Personen.

#### Behörden und Körperschaften des Bundes
- Die Bundesanstalt für Verwaltungsdienstleistungen hat ihren Sitz in Aurich.
- Die vormalige Wasser- und Schifffahrtsdirektion Nordwest ist seit dem am 1. Mai 2013 eine Außenstelle der Generaldirektion Wasserstraßen und Schifffahrt. Sie bleibt zunächst der regionale Ansprechpartner für die Kunden der Wasser- und Schifffahrtsverwaltung des Bundes.

#### Bundeswehr
- Bereits seit 1866 ist Aurich Garnisonsstadt. In der 1937 entstandenen Blücher-Kaserne im Stadtteil Sandhorst war der Stab der 4. Luftwaffendivision der Bundeswehr beheimatet. Unmittelbar angrenzend war das für Ostfriesland zuständige Kreiswehrersatzamt angesiedelt. Die Kaserne wurde 2014 aufgegeben und soll an einen Investor und die Stadt Aurich verkauft werden.
- Das noch existierende Munitionsdepot in Dietrichsfeld war zeitweilig das größte der Marine in Deutschland.[97]
- Im Stadtteil Brockzetel befindet sich darüber hinaus eine Radar-Anlage, die den norddeutschen Luftraum überwacht sowie eine Schießanlage. Die Aufgaben des hier ehemals stationierten Einsatzführungsbereichs 4 übernahm der Einsatzführungsbereich 2 in Erndtebrück. Die Wartung der Radar-Anlage nimmt seitdem der abgesetzte technische Zug 244 wahr.
- Bis Dezember 2010 waren in Aurich etwa 1.000 Soldaten stationiert. Nach den erwähnten Schließungen sind es nur noch etwa 110, die im Munitionslager stationiert sind.
- Das westliche Viertel des Fliegerhorstes Wittmundhafen liegt auf Auricher Gebiet.[98] Eine Nebenzufahrt befindet sich an der Bundesstraße 210 in Aurich sowie knapp dahinter die Hauptzufahrt in Wittmund.

#### Behörden und Körperschaften des Landes
- Der Niedersächsische Landesbetrieb für Wasserwirtschaft, Küsten- und Naturschutz (NLWKN) hat eine Betriebsstelle in Aurich. Dort sind insgesamt 150 Mitarbeiter beschäftigt. Die Meisterei für den Ems-Jade-Kanal befindet sich in dessen Mitte gelegenen Auricher Hafen.[99]
- Das Niedersächsische Landesamt für Geoinformation und Landesvermessung Niedersachsen – LGLN (ehemalige Katasterbehörden) hat eine ihrer 9 Dienststellen in Aurich. Die Auricher Dienststelle ist für Ostfriesland, Friesland und Wilhelmshaven zuständig.
- Die Niedersächsische Landesbehörde für Straßenbau und Verkehr unterhält in Aurich einen ihrer 13 regionalen Geschäftsbereiche.[100] Dieser ist zuständig für Bau und Unterhaltung von Bundes- und Landesstraßen in Ostfriesland, im Landkreis Friesland und in Wilhelmshaven.
- Eine von sechs Dienststellen des Niedersächsischen Landesarchivs ist in Aurich beheimatet. Diese betreut ganz Ostfriesland.
- Aurich ist zudem mit etwa 470 Mitarbeitern[101] der größte der vier Standorte des Niedersächsischen Landesamtes für Bezüge und Versorgung (NLBV), einer selbständigen oberen Landesbehörde mit den vier dezentralen Standorten in Aurich, Braunschweig, Hannover und Lüneburg.[102]
- In Aurich befindet sich eine der drei Außenstellen des Regionalen Landesamtes für Schule und Bildung Osnabrück. Dieses nimmt die Aufsicht über die Schulen und Studienseminare im Großraum Ostfriesland wahr. Letztere bilden in Aurich Grund-, Haupt- und Realschullehrer aus, in Leer und Wilhelmshaven solche für das Gymnasium.
- Die Polizeiinspektion Aurich/Wittmund mit Sitz in Aurich ist für den Bereich der Landkreise Aurich und Wittmund zuständig.

#### Ubbo-Emmius-Klinik
Der Landkreis ist Träger der Ubbo-Emmius-Klinik, die 2004 aus der Fusion der beiden Kliniken in Aurich und Norden entstand. Im Oktober 2013 wurde bekannt, dass der Landkreis und Emden über eine gemeinsame Zentralklinik in Georgsheil nachdenken und die Machbarkeit prüfen wollen. Bei einem Bau einer gemeinsamen Klinik dort würden die beiden Standorte der Ubbo-Emmius-Klinik sowie das Hans-Susemihl-Krankenhaus geschlossen. 2019 fand dazu ein Bürgerentscheid statt, der den Bau einer Zentralklinik befürwortet, nachdem er 2017 zunächst abgelehnt worden war.

#### Weitere Körperschaften des öffentlichen Rechts
- Die Handwerkskammer für Ostfriesland ist in Aurich beheimatet, desgleichen eine Bezirksstelle der Landwirtschaftskammer Niedersachsen.
- In Aurich existieren zudem Bezirksstellen der Ärztekammer Niedersachsen und der Kassenärztlichen Vereinigung Niedersachsen.

### Bildung

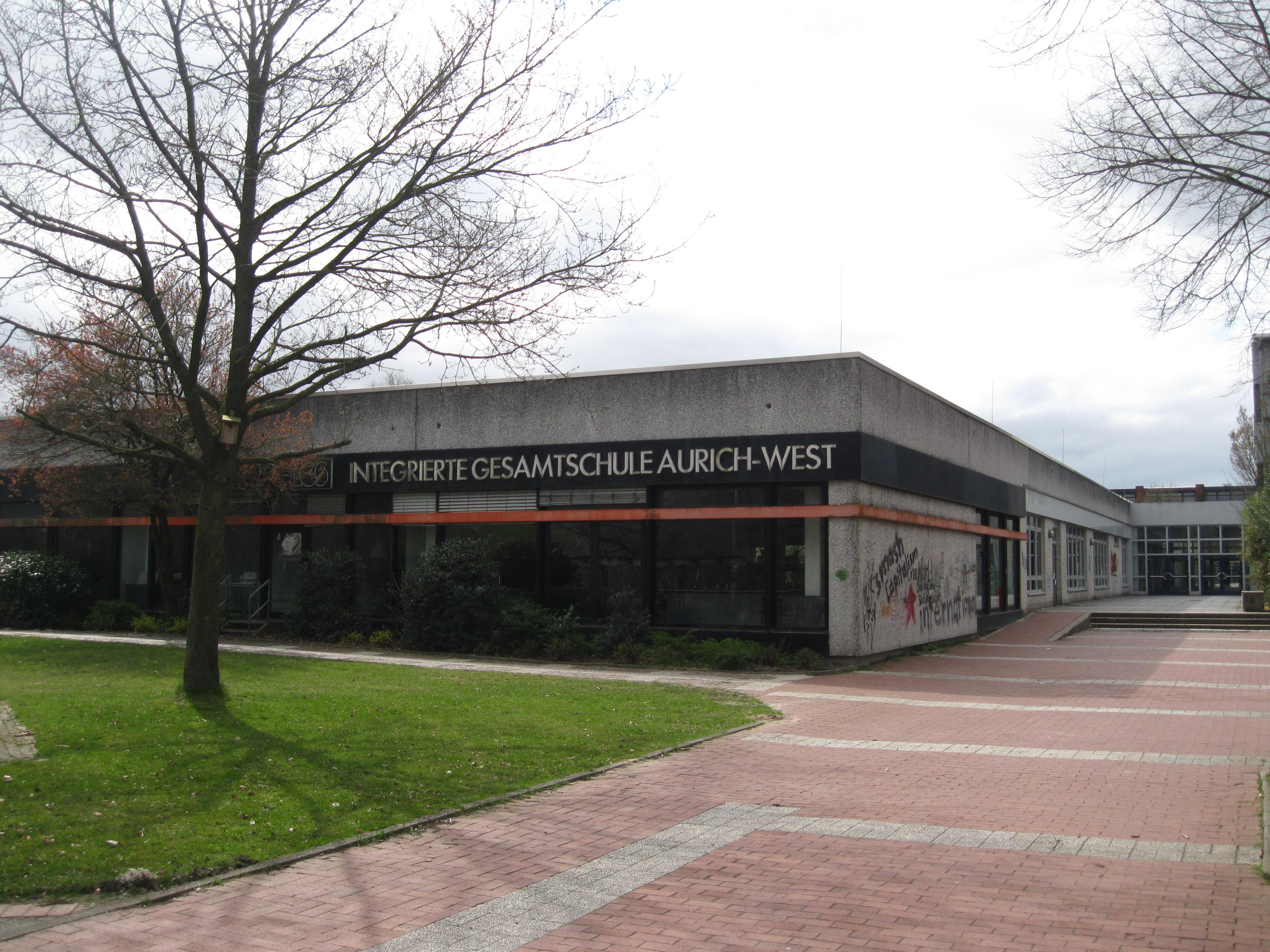
Integrierte Gesamtschule (IGS) Aurich

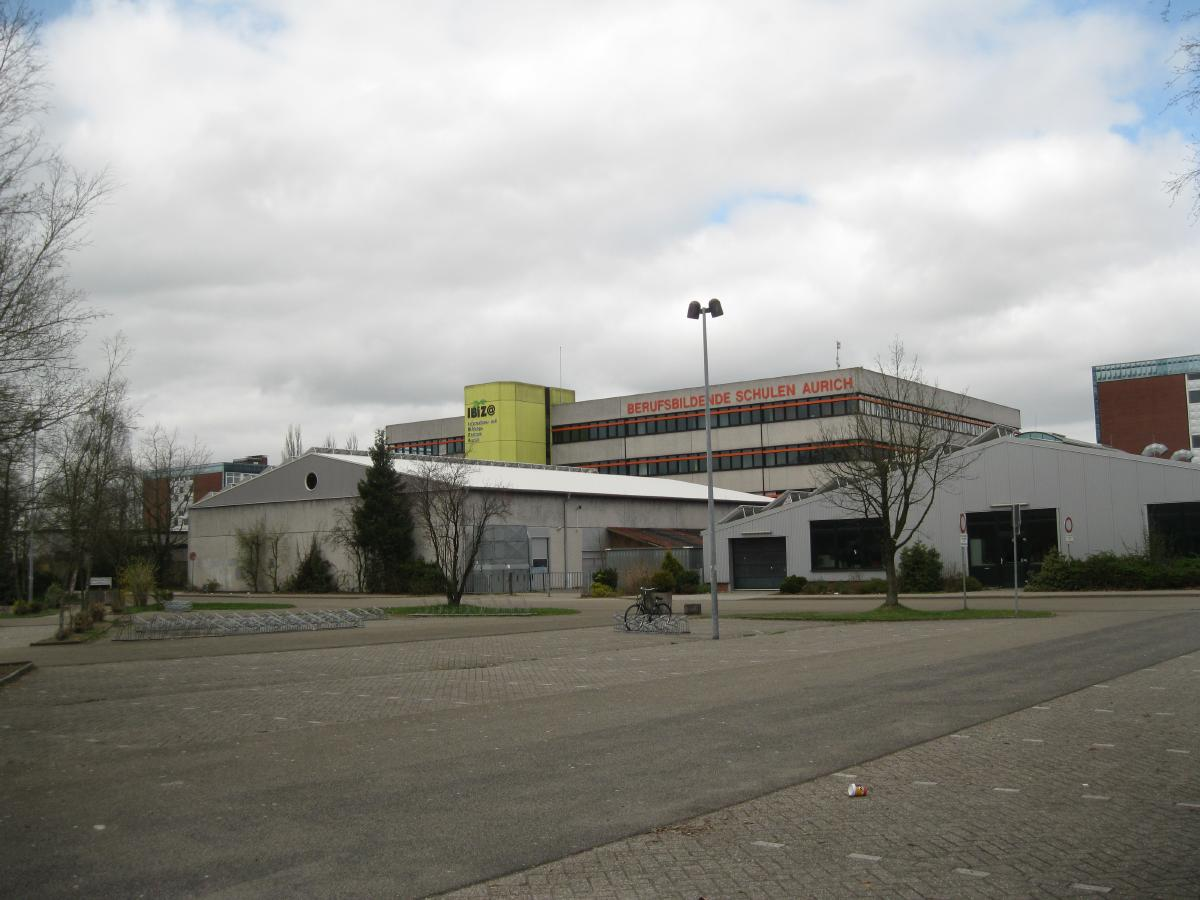
Berufsbildende Schule Aurich-West

Neben den Grundschulen, den weiterführenden Schulen und Förderschulen gibt es in Aurich auch zwei Berufsbildende Schulen (BBS).
In Aurich gibt es eine Realschule sowie zwölf Grundschulen. Sie befinden sich allesamt in städtischer Trägerschaft.
In Trägerschaft des Landkreises Aurich befinden sich das Gymnasium Ulricianum sowie die Berufsbildenden Schulen I und II. An dieser werden nicht allein Schüler aus dem Landkreis Aurich unterrichtet, sondern auch aus den umliegenden Kreisen und der Stadt Emden. Dies geschieht im Rahmen einer Kooperation und Abstimmung der Angebote, damit nicht an mehreren BBSen das gleiche Angebot vorgehalten werden muss. Ebenfalls in Trägerschaft des Landkreises Aurich befindet sich die Integrierte Gesamtschule (IGS) Aurich.
An der IGS Aurich werden zirka 1600 Schüler unterrichtet, davon ca. 1100 in der Sekundarstufe I und ca. 500 in der Sekundarstufe II. Am Gymnasium Ulricianum werden rund 2.000 Schüler unterrichtet, womit es zu den kopfstärksten Niedersachsens zählt.
In Aurich gibt es zudem zwei Förderschulen für Körperbehinderte und für Lernbehinderte, beide in Trägerschaft des Landkreises.
Neben den Pflichtschulen für Kinder und Jugendliche existieren in Aurich eine Kreisvolkshochschule, eine Kunstschule mit dem Namen Miraculum und einer der beiden Standorte der Musikschule Landkreis Aurich gGmbH, deren alleiniger Gesellschafter der Landkreis Aurich ist. Der andere Standort befindet sich in Norden.
Die Stadt ist Sitz der Ostfriesischen Landschaft, die hier die Landschaftsbibliothek mit einem Bestand von zirka 115.000 Bänden und 640 laufenden Zeitschriften unterhält und die historische Regionalforschung fördert. Daneben gibt es noch die für jedermann zugängliche Stadtbibliothek, die seit 1999 in den historischen Räumen der Ostfriesischen Sparkasse ansässig ist und einen Bestand von 34.000 Bänden umfasst.

### Messstationen
In der Auricher Kernstadt und dem Auricher Stadtteil Middels befinden sich je eine von rund 1800 Messstellen des Radioaktivitätsmessnetzes des Bundesamts für Strahlenschutz (BfS). Die Messstation misst die Gamma-Ortsdosisleistung (ODL) am Messort und sendet die Daten an das Messnetz. Die über 24 Stunden gemittelten Daten können direkt im Internet abgerufen werden.
Seit August 2011 wird in Aurich auch eine Meteomedia Wetterstation betrieben. Sie steht im Ortsteil Brockzetel und liefert aktuelle Wetterdaten, die über das Netz von Meteomedia und auf der Internetseite der Stadt Aurich abgerufen werden können.

## Persönlichkeiten

### Ehrenbürger
Das Ehrenbürgerrecht ist die höchste Würdigung der Stadt Aurich. Die Stadt hat bisher nur fünf Personen damit ausgezeichnet:
- Friedrich Theodor von Frerichs (1819–1885), Internist und Augenarzt.
- Paul von Hindenburg (1847–1934), Generalfeldmarschall und Reichspräsident aus dem deutschen Adelsgeschlecht von Beneckendorff und von Hindenburg.
- Adolf Hitler (1889–1945), Politiker der NSDAP und unter der Bezeichnung „Führer und Reichskanzler“ zugleich Regierungschef und Staatsoberhaupt des Deutschen Reiches.[114]
- Franz Seldte (1882–1947), Politiker der NSDAP und Reichsarbeitsminister.
- Jann Berghaus (1870–1954), liberaler ostfriesischer Politiker. Er war von 1922 bis 1932 Regierungspräsident des preußischen Regierungsbezirks Aurich und nach dem Zweiten Weltkrieg Präsident der Ostfriesischen Landschaft.

Adolf Hitler und Franz Seldte wurden auf Antrag des Bürgermeisters Karl Anklam die Ehrenbürgerrechte entzogen, da sie sich „durch ihr Verhalten gegenüber Volk und Staat als unwürdig erwiesen“ hätten. Landrat Robert Onnen genehmigte mit Schreiben vom 20. August 1945 die Aberkennung der Ehrenbürgerrechte unter Verweis auf § 21(2) der Deutschen Gemeindeordnung.
Da die Stadtverwaltung die Ansicht vertritt, dass die Ehrenbürgerschaft mit dem Tod des Inhabers erlischt, hat Aurich derzeit keine Ehrenbürger.

### Söhne und Töchter der Stadt
- Anna von Ostfriesland (1562–1621), ostfriesische Prinzessin
- Michael Walther der Jüngere (1638–1692), Theologe und Mathematiker
- Friederike Wilhelmine von Ostfriesland (1695–1750), Adelige aus dem Haus Cirksena
- Joachim Dietrich Lichtenstein (1706–1773), Jurist und Bürgermeister der Stadt Helmstedt
- Eberhard Christian Bacmeister (1738–1781), Jurist und Beamter
- Johann George Albrecht Bacmeister (1747–1795), Regierungsrat in Küstrin
- Eberhard Friedrich Bacmeister (1750–1820), Jurist und Beamter
- Conrad Bernhard Meyer (1755–1830), Kaufmann, Kupferstecher und Architekt
- Friedrich Wilhelm von Halem (1762–1835), Medizinalrat und Mitbegründer des Seebades Norderney
- Christian Bernhard Conring (1767–1844), Jurist und Bürgermeister von Aurich
- Peter von Colomb (1775–1854), preußischer General
- Elise Schleiden (1785–1874), Malerin
- Wilhelm Plagge (1794–1845), Pharmakologe
- Carl Friedrich Wilhelm Benneke (1797–1879), Jurist und Mitglied der Zweiten Kammer der Ständeversammlung des Königreichs Hannover
- Fooke Hoissen Müller (1798–1856), Mathematiker und plattdeutscher Schriftsteller
- Cirk Heinrich Stürenburg (1798–1858), Jurist
- Ernst Barthold von Schrader (1800–1872), Gutsbesitzer und Parlamentarier
- Rudolf von Jhering (1818–1892), Rechtswissenschaftler
- Friedrich Theodor von Frerichs (1819–1885), Internist und Pathologe
- Karl Heinrich Ulrichs (1825–1895), Jurist und Vorkämpfer der Lesben- und Schwulenbewegung
- Johann Georg Neupert (1828–1895), Amtshauptmann und Landrat
- Georg Franzius (1842–1914), Wasserbauingenieur
- Johannes Remmers (1842–1918), lutherischer Theologe, Konsistorialrat und Generalsuperintendent
- Carl Friedrich Müller (1844–1911), Germanist und Autor
- Rudolf Eucken (1846–1926), Philosoph und Nobelpreisträger für Literatur
- Alfred Breusing (1853–1914), Marineoffizier
- Isaak Herzberg (1857–1936), jüdischer Religionslehrer und Schriftsteller
- Karl Dunkmann (1868–1932), evangelischer Theologe und Soziologe
- Bernhard Schwertfeger (1868–1953), revisionistischer Militärhistoriker
- Wilhelm Kroner (1870–1942), Jurist, NS-Opfer
- Georg Freiherr von Bülow (1872–1954), Fregattenkapitän und Gründer des Marine-Offizier-Verbandes
- Heinrich Reimers (1879–1942), evangelischer Geistlicher und Publizist
- Wilhelm Tackenberg (1893–1963), Konteradmiral
- Magda Rose-Weingardt (1902–1996), Malerin
- Yitzhak Raveh (1906–1989), deutsch-israelischer Richter
- Friso Melzer (1907–1998), evangelischer Theologe
- Ingrid Buck (1913–1996), Volkskundlerin
- Ewald Christophers (1922–2003), Reporter und Autor in plattdeutscher Sprache
- Hermann Lübbe (* 1926), Philosoph
- Herbert Schnoor (1927–2021), Politiker (SPD)
- Hannes Flesner (1928–1984), ostfriesischer Liedermacher
- Gert Schlechtriem (1929–1998), Volkskundler und Museumsdirektor
- Johann-Tönjes Cassens (1932–2022), Jurist und Politiker
- Wilhelm Grebe (1933–2019), Luftfahrtmanager, Flughafen-Direktor
- Ulrich Weisser (1938–2013), Marineoffizier und Autor
- Siebrand Rehberg (* 1943), Fotograf
- Karl-Jürgen Bieback (* 1944), Rechtswissenschaftler und Hochschullehrer
- Helga Milz (* 1945), Soziologin
- Werner Schaar (* 1948), Fußballspieler
- Karin Rehbein (* 1949), Dressurreiterin
- Hans-Werner Rhein (* 1952), Versicherungsjurist
- Lutz Hoffmann (* 1957), Jurist, Präsident des Finanzgerichts Bremen
- Fokke Saathoff (* 1957), Bauingenieur
- Wilfried Grunau (* 1958), Ingenieur und Geodät
- Robert Rohrschneider (* 1959), Politikwissenschaftler
- Teut Weidemann (* 1965), Spieleentwickler und Spieleproduzent
- Torsten Akmann (* 1965), Jurist
- Peter Heeren (* 1965), Komponist
- Jan-Christian Dreesen (* 1967), Fußballfunktionär
- Thomas Hinrichs (* 1968), Journalist
- Uwe Rosenberg (* 1970), Spieleautor
- Marc von Knorring (* 1971), Historiker
- Harro Füllgrabe (* 1975), Reporter und Moderator
- Stefan Lampadius (* 1976), Schauspieler und Filmemacher
- Mareke Freudenberg (* 1977), Sopranistin
- Klaas Voget (* 1979), Windsurfer
- Frank Löning (* 1981), Fußballspieler
- Wiebke Osigus (* 1981), Politiker
- Ekat Cordes (* 1982), Regisseur und Autor
- Heiko Suhr (* 1983), Historiker
- Jens Wemmer (* 1985), Fußballspieler
- Paul Ronzheimer (* 1985), Journalist
- Mareike Peters (* 1986), Leichtathletin
- Imke Wübbenhorst (* 1988), Fußballspielerin und -trainerin einer Herrenmannschaft
- Sönke Meinen (* 1991), Musiker
- Malene Becker (* 1994), Schauspielerin
- Nikita Pliuto (* 2000), Handballspieler
- Lasse Rosenboom (* 2002), Fußballspieler

### Persönlichkeiten, die vor Ort gewirkt haben
Eine Reihe von Personen haben in Aurich gewirkt und sich in ihren jeweiligen Fachgebieten Verdienste erworben.
Als Schriftsteller traten u. a. Marie Ulfers, Moritz Jahn und Ewald Christophers überregional in Erscheinung. Herbert Dunkel, Karl Dönselmann, Bodo Olthoff und Herbert Müller sind Maler, die weit über den ostfriesischen Raum hinaus bekannt wurden.
Eine Reihe von Politikern hat in Aurich gewirkt – darunter sind drei von Bündnis 90/Die Grünen: die aus Wilhelmshaven stammende Gila Altmann (frühere Bundestagsabgeordnete und parlamentarische Staatssekretärin im Bundesumweltministerium), der in Leer geborene spätere schleswig-holsteinische Umweltminister Rainder Steenblock und der ehemalige Bundestagsabgeordnete des Wahlkreises Aurich/Emden, Thilo Hoppe. Der ehemalige Auricher Landtagsabgeordnete Wolfgang Ontijd (CDU) wurde auf Borkum geboren. In der Behördenverwaltung ist der Jurist Götz von Glisczynski erwähnenswert.
In der Wirtschaft ist besonders Aloys Wobben, Gründer und Inhaber des Windenergieanlagenherstellers Enercon aus der Gemeinde Rastdorf im Emsland zu nennen.
Der Generalsuperintendent Johann Friedrich Hähn (1710–1789) war von 1772 bis 1789 Rektor des heutigen Gymnasium Ulricianum.
Die Theologen Wilhelm Büning, Volker Jürgens und Oda-Gebbine Holze-Stäblein waren Landessuperintendenten des Sprengels Ostfriesland der ev.-luth. Kirche.